# 新北市行政區劃
新北市行政區劃係描述與今中華民國新北市相關之行政區劃沿革，及現今新北市之行政區劃範圍。
目前新北市劃分為29區（含1原住民區），係由臺北縣時期的10縣轄市、4鎮、15鄉改制而來，其中面積最大和最小的行政區分別是烏來區和永和區，兩區面積分別為321.1306平方公里和5.7138平方公里；人口最多和最少的行政區分別是板橋區和平溪區，2024年底兩區人口分別為553,538人和4,049人；人口密度最高和最低的行政區分別是永和區和烏來區，2024年底兩區人口密度分別為每平方公里37,408人和每平方公里20人。

新北市行政區劃

## 行政區劃沿革

### 臺北縣時期
民國三十四年（1945年）臺灣脫離日本統治，臺北州改制為臺北縣，基隆市、臺北市改制為省轄市，民國三十五年（1946年），自內湖鄉分出南港鎮，鶯歌鎮分出樹林鎮，民國三十六年（1947年），將七堵鄉劃入基隆市，蘆洲鄉分出三重鎮，縣治遷至板橋鎮，共轄有9縣轄區1市42個鄉鎮。將文山區烏來鄉、羅東區太平鄉、蘇澳區南澳鄉合併，分出北峰區。蘇澳區蘇澳鎮併入羅東區。民國三十九年（1950年）調整行政區域，將宜蘭市與宜蘭區、羅東區、北峰區太平鄉、南澳鄉等2鎮9鄉合併分出宜蘭縣，臺北縣由七星區的4鎮1鄉、新莊區的2鎮3鄉、海山區的4鎮2鄉、文山區的1鎮3鄉、淡水區的1鎮3鄉、基隆區的1鎮5鄉、北峰區烏來鄉等個31鄉鎮組成，並自新莊鎮定分出泰山鄉，深坑鄉分出景美鎮、木柵鄉，民國四十七年（1958年），自中和鄉分出永和鎮，轄15鎮、20鄉。民國五十一年（1962年）三重鎮升格為縣轄市，民國五十七年（1968年），將景美鎮、木柵鄉、內湖鄉、南港鎮、士林鎮、北投鎮劃入臺北市，民國六十一年（1972年）縣治板橋鎮升格為縣轄市，民國六十八年（1979年）中和鄉、永和鎮升格為縣轄市，民國六十九年（1980年）新莊鎮、新店鎮升格為縣轄市，民國八十二年（1993年）土城鄉升格為縣轄市，民國八十六年（1997年）蘆洲鄉升格為縣轄市，民國八十八年（1999年）汐止鎮、樹林鎮升格為縣轄市，在改制直轄市之前，全縣轄有10市（板橋市、三重市、中和市、永和市、新莊市、新店市、土城市、蘆洲市、汐止市、樹林市）、4鎮（鶯歌鎮、三峽鎮、淡水鎮、瑞芳鎮）、15鄉（五股鄉、林口鄉、深坑鄉、石碇鄉、坪林鄉、八里鄉、三芝鄉、石門鄉、萬里鄉、金山鄉、貢寮鄉、雙溪鄉、平溪鄉、泰山鄉，烏來鄉為山地鄉），共有29個鄉鎮市。

#### 縣轄區
七星區
日治時期為七星郡，1945年10月以後改稱七星區，轄汐止鎮、士林鎮、北投鎮、內湖鄉。1946年增轄南港鎮。1947年2月4日廢區，併入淡水區。
新莊區
日治時期為新莊郡，1945年10月以後改稱新莊區，轄新莊鎮、蘆洲鄉、五股鄉、林口鄉。1947年4月1日增轄三重鎮。1950年3月1日增轄泰山鄉。同年9月廢區。
海山區
日治時期為海山郡，1945年10月以後改稱海山區，轄板橋鎮、鶯歌鎮、三峽鎮、中和鄉、土城鄉。1946年8月增轄樹林鎮。1947年廢區。
文山區
日治時期為文山郡，1945年10月以後改稱文山區，轄新店鎮、深坑鄉、石碇鄉、坪林鄉。1950年3月增轄景美鎮、木柵鄉。1950年9月廢區。
淡水區
日治時期為淡水郡，1945年10月以後改稱淡水區，轄淡水鎮、八里鄉、三芝鄉、石門鄉。1947年2月增轄原七星區的汐止鎮、士林鎮、北投鎮、南港鎮、內湖鄉。1950年9月廢區。
基隆區
日治時期為基隆郡，1945年10月以後改稱基隆區，轄瑞芳鎮、萬里鄉、金山鄉、七堵鄉、貢寮鄉、雙溪鄉、平溪鄉。1950年9月廢區。
宜蘭區
日治時期為宜蘭郡，1945年10月以後改稱宜蘭區，轄頭城鎮、礁溪鄉、壯圍鄉、員山鄉。1950年9月廢區。
羅東區
日治時期為羅東郡，1945年10月以後改稱羅東區，轄羅東鎮、五結鄉、三星鄉、冬山鄉、太平鄉。1950年9月廢區。
蘇澳區
日治時期為蘇澳郡，1945年10月以後改稱蘇澳區，轄蘇澳鎮、南澳鄉。1950年9月廢區。

#### 鄉級行政區
| 臺北縣行政區（1945年─2010年） | 臺北縣行政區（1945年─2010年）                                                                               | 臺北縣行政區（1945年─2010年） |
| 鄉、鎮、縣轄市                | 沿革 |                               |
| ----------------------------- | --- | ----------------------------- |
| 三重市                        | 1947年4月1日拆鷺洲鄉置三重鎮。1962年4月1日因人口超過10萬人，改制為縣轄市。                                  |                               |
| 板橋市                        | 舊稱板橋街，1945年10月以後改稱板橋鎮。1972年7月1日因人口超過10萬人，改制為縣轄市。                          |                               |
| 中和市                        | 舊稱中和庄，1945年10月以後改稱中和鄉。1979年1月1日因人口超過15萬人，改制為縣轄市。                          |                               |
| 永和市                        | 1958年4月1日拆中和鄉置永和鎮。1979年1月1日因人口超過15萬人，改制為縣轄市。                                  |                               |
| 新莊市                        | 舊稱新莊街，1945年10月以後改稱新莊鎮。1980年1月15日因人口超過15萬人，改制為縣轄市。                         |                               |
| 新店市                        | 舊稱新店街，1945年10月以後改稱新店鎮。1980年1月15日因人口超過15萬人，改制為縣轄市。                         |                               |
| 土城市                        | 舊稱土城庄，1945年10月以後改稱土城鄉。1993年6月26日因人口超過15萬人，改制為縣轄市。                         |                               |
| 蘆洲市                        | 舊稱鷺洲庄，1945年10月以後改稱鷺洲鄉。1947年4月1日易名蘆洲鄉。1997年10月6日因人口超過15萬人，改制為縣轄市。 |                               |
| 汐止市                        | 舊稱汐止街，1945年10月以後改稱汐止鎮。1999年6月28日因人口超過15萬人，改制為縣轄市。                         |                               |
| 樹林市                        | 1946年8月1日拆鶯歌鎮置樹林鎮。1999年10月4日因人口超過15萬人，改制為縣轄市。                                 |                               |
| 鶯歌鎮                        | 舊稱鶯歌街，1945年10月以後改稱鶯歌鎮。                                                                      |                               |
| 三峽鎮                        | 舊稱三峽街，1945年10月以後改稱三峽鎮。                                                                      |                               |
| 淡水鎮                        | 舊稱淡水街，1945年10月以後改稱淡水鎮。                                                                      |                               |
| 瑞芳鎮                        | 舊稱瑞芳街，1945年10月以後改稱瑞芳鎮。                                                                      |                               |
| 五股鄉                        | 舊稱五股庄，1945年10月以後改稱五股鄉。                                                                      |                               |
| 林口鄉                        | 舊稱林口庄，1945年10月以後改稱林口鄉。                                                                      |                               |
| 深坑鄉                        | 舊稱深坑庄，1945年10月以後改稱深坑鄉，後分出木柵鄉、景美鎮。                                                |                               |
| 石碇鄉                        | 舊稱石碇庄，1945年10月以後改稱石碇鄉。                                                                      |                               |
| 坪林鄉                        | 舊稱坪林庄，1945年10月以後改稱坪林鄉。                                                                      |                               |
| 八里鄉                        | 舊稱八里庄，1945年10月以後改稱八里鄉。                                                                      |                               |
| 三芝鄉                        | 舊稱三芝庄，1945年10月以後改稱三芝鄉。                                                                      |                               |
| 石門鄉                        | 舊稱石門庄，1945年10月以後改稱石門鄉。                                                                      |                               |
| 萬里鄉                        | 舊稱萬里庄，1945年10月以後改稱萬里鄉。                                                                      |                               |
| 金山鄉                        | 舊稱金山庄，1945年10月以後改稱金山鄉。                                                                      |                               |
| 貢寮鄉                        | 舊稱貢寮庄，1945年10月以後改稱貢寮鄉。                                                                      |                               |
| 雙溪鄉                        | 舊稱雙溪庄，1945年10月以後改稱雙溪鄉。                                                                      |                               |
| 平溪鄉                        | 舊稱平溪庄，1945年10月以後改稱平溪鄉。                                                                      |                               |
| 烏來鄉                        | 1946年6月15日建制。                                                                                         |                               |
| 泰山鄉                        | 1950年3月1日將新莊鎮西北的山腳地區建制為鄉。                                                                |                               |

其他鄉、鎮劃歸
- 士林鎮：舊稱士林街，1945年10月以後改稱士林鎮。1949年8月以後改隸草山管理局（1950年4月26日改稱陽明山管理局），行政區仍屬臺北縣。1968年7月1日劃歸臺北市。
- 北投鎮：舊稱北投庄，1945年10月以後改稱北投鄉，1946年1月16日改稱北投鎮。1949年8月以後改隸草山管理局（1950年4月26日改稱陽明山管理局），行政區仍屬臺北縣。1968年7月1日劃歸臺北市。
- 七堵鄉：舊稱七堵庄，1945年10月以後改稱七堵鄉。1947年1月18日劃歸基隆市。
- 內湖鄉：舊稱內湖庄，1945年10月以後改稱內湖鄉。1968年7月1日劃歸臺北市。
- 南港鎮：1946年拆內湖鄉置鎮。1968年7月1日劃歸臺北市。
- 景美鎮：1950年3月1日拆深坑鄉置鎮。1968年7月1日劃歸臺北市。
- 木柵鄉：1950年3月1日拆深坑鄉置鄉。1968年7月1日劃歸臺北市。

### 新北市時期
由於改制後行政區數目過多，新北市政府在2011年委託中國地方自治學會，進行新北市行政區調整研究規劃，規畫將現行29個行政區依照不同條件，調整成13、17、22、20及24區等5種方案，而人口較多的區將會一分為二
。依據市府擬定的行政區劃暫行自治條例草案，可整併為22區，即整併五股泰山區、三峽鶯歌區、三芝石門區、金山萬里區、深坑石碇區、瑞芳平溪區、雙溪貢寮區；或是整併為20區，即合併八里淡水三芝石門區、瑞芳平溪雙溪貢寮區、金山萬里區、深坑石碇坪林區。不過一切還是得等中央的「行政區劃法」立法，市府才有法源實施行政區劃。

#### 戶政事務所整併
為了有高效率的行政組織，同時配合內政部新一代戶政資訊系統上線，2014年3月10日起，新北市政府民政局初步將新北市員額10人以下的戶政事務所，以機關裁撤、精簡員額的方式，藉此提升行政效能，而整併的戶政事務也會以辦事處形式繼續存在，裁併後全市僅餘18所戶政事務所。
| 新北市戶政事務所一覽表 | 新北市戶政事務所一覽表                 | 新北市戶政事務所一覽表 |
| 名稱                   | 管轄區域                               |                        |
| ---------------------- | -------------------------------------- | ---------------------- |
| 三重戶政事務所         | 三重區                                 |                        |
| 板橋戶政事務所         | 板橋區                                 |                        |
| 中和戶政事務所         | 中和區                                 |                        |
| 永和戶政事務所         | 永和區                                 |                        |
| 新莊戶政事務所         | 新莊區                                 |                        |
| 土城戶政事務所         | 土城區                                 |                        |
| 蘆洲戶政事務所         | 蘆洲區                                 |                        |
| 汐止戶政事務所         | 汐止區                                 |                        |
| 樹林戶政事務所         | 樹林區                                 |                        |
| 鶯歌戶政事務所         | 鶯歌區                                 |                        |
| 三峽戶政事務所         | 三峽區                                 |                        |
| 淡水戶政事務所         | 淡水區                                 |                        |
| 新店戶政事務所         | 新店區、深坑區、石碇區、坪林區及烏來區 |                        |
| 瑞芳戶政事務所         | 瑞芳區、貢寮區、雙溪區及平溪區         |                        |
| 五股戶政事務所         | 五股區及八里區                         |                        |
| 林口戶政事務所         | 林口區                                 |                        |
| 金山戶政事務所         | 金山區、萬里區、三芝區及石門區         |                        |
| 泰山戶政事務所         | 泰山區                                 |                        |

## 各市轄區簡介(郵遞區號)
（按照郵遞區號排列）

### 萬里區(207)
萬里區，舊稱「瑪鋉」，前身「萬里鄉」，位於新北市北部，緊鄰基隆市。萬里區靠海因此以漁業與濱海的觀光業為主，境內以野柳風景特定區與其內的「女王頭」風化地形知名。鄰近金山區的大鵬里有設立萬里區溫泉區，與金山溫泉連成一氣。萬里區官方英譯為Wanli，在平埔族巴賽語中稱為Masu，下轄10里186鄰。

### 金山區(208)
金山區，舊稱「金包里」，前身「金山鄉」，位於新北市東北部，境內有台灣位置最北的溫泉--金山溫泉，日治時期曾在此處設置總督行館開發溫泉休憩，近年來又因溫泉旅遊的熱潮而逐漸受到重視。除此之外，由於與陽明山的交通便捷，也使金山區成為了北海岸的重要遊憩點。金山區是北濱地區的精華所在，擁有鑲嵌著突出岬角、弧形沙灘的綿長海岸線，及翠綠的山川田園，由磺溪沖積而成的肥沃平原，從大屯火山麓一直向海延伸，密布著形狀不規則的水田。海岸線上，獅頭山以醒目姿態伸向海面，在岬角兩側形成磺港、水尾兩個漁港;再以弧度優美的沙岸，分別連向野枊和石門。廣布的水田、良好的漁場，金山一直是北部濱海地區最為豐美的魚米之鄉。

### 板橋區(220)
板橋區，舊稱「枋橋」，位於新北市中西部，北以大漢溪與三重區、新莊區為界，東北與台北市萬華區隔新店溪相望，西隔大漢溪接樹林區，南與土城區、中和區相比鄰，地形狹長，地勢平坦，氣候溫和。總面積23.14平方公里，河域面積即廣達686公頃，目前行政區域分為126里、2464鄰。全區人口55.7萬在全國368個鄉鎮市區中排名第一。板橋區為新北市政府所在地，新北市的政經中心，為台灣高鐵在全新北市唯一有設站的行政區。

### 汐止區(221)
汐止區，古稱「峰仔峙庄」，清領時期舊稱「水返腳」，日治時期改稱「汐止」，位於新北市東北部，屬於臺北都會區的衛星都市，西側與臺北市以大坑溪、基隆河、內溝溪相望，東邊則以丘陵地與基隆市相鄰。全區地形多元，僅在基隆河沿岸有狹長平原，氣候常年多雨。二戰後原稱「汐止鎮」，1999年6月28日因人口超過十五萬人而改制為縣轄市，2010年12月25日再改稱汐止區。

### 深坑區(222)
深坑區，古稱「簪纓」、「深坑仔」，前身「深坑鄉」，位於台北市東南方，北、西、西南面與台北市南港區、文山區（木柵地區）為界，東與石碇區為鄰。境內周圍多山，大部份屬雪山山脈之南港丘陵地，其高度由30公尺至500公尺不等，景美溪流貫其中，全區地勢東高西低。氣候屬於副熱帶季風氣候，高溫多濕，最高月（7月），平均氣溫30度，多山南風，最低月（2月），平均氣溫14.7度，冬季以東北風最多，每年十二月至翌年三月雨量最多，是為雨季。近年來以深坑老街名產豆腐而聞名。

### 石碇區(223)
石碇區，前身「石碇鄉」，位在台北盆地東南緣，西側是新店區，深坑區，東鄰坪林區，北端平溪區，境內多山，開發程度不高且人口稀少。石碇區早期以煤礦為主要經濟來源，後來煤礦枯竭後人口開始大量外移。境內的翡翠水庫是提供台北市居民用水的主要來源，雖然該水庫的水壩本體位於新店境內，但10.24平方公里的蓄水面積裡面，約有92%位於石碇區境內，這也使得石碇成為台北地區最重要的水源保護地區。

### 瑞芳區(224)
瑞芳區，因早期境內有一名為「瑞芳」之商家鋪號提供至當地採金的往來者中途補給或休憩，故名，前身「瑞芳鎮」，位於新北市東部，昔日以礦業繁一時。近年停採後發展出以礦業文化為中心的觀光業。瑞芳區位於新北市東北之基隆河集水區中、上游為基隆河主流流經地區。地形上處三面環山、一面臨海，境內群山圍繞，平野稀少，屬於中央山脈最北緣的基隆丘陵及臺灣東北角海岸。瑞芳區在地形上屬於中央山脈最北緣基隆丘陵及臺灣東北角海岸，而全區除面積有限的濱海地帶及河岸階地外，其他全為山坡地。

### 平溪區(226)
平溪區，舊稱「石底」，後稱「平溪仔」，前身「平溪鄉」，位於新北市東北部，境內多山，為新北市人口最少的行政區。每年農曆新年後的放天燈是平溪最為人所熟知的重要活動之一。
平溪區位於基隆河上游，也是基隆河的發源地，處新北市東北區。東與瑞芳、雙溪相接；南與坪林；北和基隆市、汐止區為界；西與石碇相鄰，面積共71.3382平方公里。基隆河上游貫穿全境，其間大小瀑布成群，構成特殊景色，風光明媚，為休閒、郊遊和度假之最佳去處。

### 雙溪區(227)
雙溪區，因牡丹溪與坪林溪在其境內交會而得名，前身「雙溪鄉」，位於新北市東部，境內多山。在戰後境內第一次進行行政區域規劃時，雙溪區原本屬台北縣基隆區，後來在基隆市獨立設為省轄市之後，才改設為台北縣的直屬次級行政區。

### 貢寮區(228)
貢寮區，舊稱「摃仔寮」，前身「貢寮鄉」，是新北市、也是台灣本島最東端的行政區，區內的三貂角是台灣本島的最東端，貢寮人口稀少、開發度低，但境內又因福隆便當和福隆海水浴場以致觀光業興盛，境內的澳底因被選為台電核四廠之設置地點而飽受爭議。

### 新店區(231)
新店區位於台北市南側，原為台灣面積第二大的縣轄市，也是原台北縣面積最大的縣轄市。北邊大致以新店溪與其支流景美溪作為與台北市南緣的景美與木柵（現稱文山區）之間的界線。
身為台北都會區的衛星城市之一，新店區已是台北郊區主要的新興住宅地區，交通建設發達，境內的碧潭亦是北台灣著名的觀光景點。

### 坪林區(232)
坪林區，舊稱「坪林尾」，前身「坪林鄉」，位於新北市東南端，東北接雙溪區，西南接石碇區、烏來區，東南與宜蘭縣頭城鎮，礁溪鄉毗鄰，境內多山。坪林為北宜公路的中繼站，西距台北市38公里，東距宜蘭市42公里。全區多為山地，北面為伏獅山區，南面為阿玉山區，有北勢溪蜿蜒全境，西流至龜山與南勢溪會合為新店溪，北勢溪流經坪林市街，河谷平原分佈溪流兩岸，海拔約兩百公尺，為坪林區之主要聚落所在，並為水源保護區及觀光勝地。主要經濟農作物為文山包種茶。

### 烏來區(233)
烏來區，前身「烏來鄉」，位於新北市最南端，是新北市面積最大的行政區，新北市唯一的原住民區，境內多山，觀光旅遊以溫泉及山櫻花著稱。也是台灣分佈最北的山地原住民區，地名源自於原住民泰雅族語「Wulai」，意為溫泉，烏來區泰雅族原住民在清代及日治時期，曾被稱做「屈尺番」。

### 永和區(234)
永和區，名稱取自「永久的和平」之意，位於新北市偏中位置，亦為新北市的市中心及文教區，北隔新店溪與台北市中正區、萬華區、大安區、文山區相鄰，南與新北市中和區緊密相連。境內居住大量通勤人口，人口密度高達每平方公里3.9萬人，為台灣人口密度最高的鄉鎮市區。

### 中和區(235)
中和區，舊稱「中和庄」，得名自其境內的「中坑」及「漳和」等兩街庄，位於台北盆地南側，為台北市的衛星城市之一，區內人口約40多萬人，高於基隆市、嘉義市等省轄市的人口，是臺灣人口第五多的鄉鎮市區，其與永和區關係密切，為雙城區關係，常合稱為雙和地區。

### 土城區(236)
土城區，因早期在其境內築有土牆作為防禦漢蕃糾紛之用，並以其似若城池之故而得名，位於台北盆地西南角，西臨大漢溪與樹林區相望；東北隅與中和區相鄰，越過東南丘陵與新店區毗鄰，南臨三峽區，西北則與板橋區相鄰。土城原為土城鄉，因臨近的板橋發展達到飽和，進一步往南發展，使土城區人口迅速發展，至1993年突破15萬人口，升格為臺北縣第7個縣轄市。目前行政區域共劃分47里、1236鄰。

### 三峽區(237)
三峽區，舊稱「三角湧」，前身「三峽鎮」，位於台北盆地的西南隅，三面環山，僅西北一隅面向大漢溪河谷平原。東與新店區、烏來區為界，南與桃園市復興區，西與桃園市大溪區為界，北與鶯歌區、樹林區、土城區為界。三峽市區早期由於地處山麓地帶，又有溪流匯集，市況一度甚為繁榮。其後因沙石淤積而不再有航運之利，發展漸驅平緩，人口數也長期停滯，被板橋、土城等鄰近市鎮超越。隨著國立臺北大學定址於三峽，1997年「臺北大學特定區」設立，逐漸發展成新興社區，並移入大量人口。2009年9月底時，三峽全區人口已突破10萬大關。

### 樹林區(238)
樹林區，清領時期在其境內河岸高地種植林木用以防止大漢溪氾濫成災，故名，位於新北市西部，北為新莊區，西以龜崙嶺與桃園市龜山區為界，西南連鶯歌區、南至三峽區，東毗板橋區、東南接土城區。其屬於台北都會區的衛星都市之一，樹林區總面積為33.1288平方公里，目前行政區域共劃分為42里、969鄰，人口數約為18.4萬人，人口密度約為5142.20人／平方公里。
樹林區依據地緣關係及風俗習慣共可分為樹林、三多（三角埔）、山佳（山仔腳）、柑園（石頭溪）四個次分區，或樹林、潭底、三多（三角埔）、圳安（圳岸腳）、彭厝（彭厝莊）、山佳（山仔腳）、柑園（石頭溪）七個次分區，其中柑園（石頭溪）地區受大漢溪阻隔與三鶯生活圈較為密切，而板橋區溪洲次分區六里（崑崙里、成和里、溪北里、堂春里、溪洲里、溪福里，共約四萬多人）因地緣關係與樹林區區民生活較為密切。
樹林區有「紅露酒的故鄉」之稱，早年以樹林酒廠出產的紅露酒而聞名全臺。隨著樹林酒廠於西元2004年拆遷至林口區，原地變更使用為「大同科技園區」，樹林紅露酒文化遂逐漸沒落。

### 鶯歌區(239)
鶯歌區，舊稱「鶯歌石」，前身「鶯歌鎮」，位於新北市西南側，因為境內盛產窯土，因此陶瓷製造工業發達。鶯歌區雖為新北市之行政區，但因鄰近桃園市鬧區，則劃入桃園中壢都會區。

### 三重區(241)
三重區，舊稱「三重埔」，位於新北市中西部，屬於大台北都會區的衛星都市之一，區內居民多為台灣中南部的外來移民。三重為台灣人口密度第四高與世界人口密度第23高的都市市區，人口密度平方公里高達2.4萬人，本區設有大台北都會公園，是新北市境內最大的公園。

### 新莊區(242)
新莊區位於新北市西部，境內有大量在台北市工作的外來通勤人口，因此也是台北市的衛星城市市區之一，同時，新莊區也是衛生福利部台北醫院的所在地。新莊人口達42.3萬人，為台灣人口第四多，人口密度高達每平方公里2.1萬人，為台灣人口密度第八高的都市市區。

### 泰山區(243)
泰山區，舊稱「山腳」，後稱「泰山」，得名自「頂泰山巖」、「下泰山巖」兩廟以及「登泰山而小天下」之意，前身「泰山鄉」，位於新北市西邊，緊鄰新莊區、林口區、五股區及桃園市龜山區。轄境30%為平地，其餘為山坡地與河川，本區設有中山高架道路，往返台北市區更加便利。

### 林口區(244)
林口區，舊稱「樹林口」，前身「林口鄉」，位於新北市最西端，除濱海地區的狹窄平原外，主要位於平均海拔高250公尺的林口台地上，總面積54平方公里，東北鄰八里區，東與五股區為界，南與泰山區、桃園市龜山區為鄰，西為桃園市蘆竹區，北濱台灣海峽。中山高速公路林口交流道就在林口南部近龜山邊界。境內以竹林山觀音寺為較重要的地標。
林口區隨著交通建設的開發及工業區、新市鎮重劃區陸續開發，林口區已經由農業鄉逐步轉變為工業、商業與農業共存的區域，人口快速成長。重劃區內最多住宅與商業新大樓聚集的路段為文化一路、文化二路、文化三路、忠孝路及仁愛路這五條路段所圍起的街廓。

### 蘆洲區(247)
蘆洲區，舊稱「鷺洲」，是大台北都會區的衛星都市之一，1997年10月6日因人口超過15萬人，由蘆洲鄉改制為蘆洲市，2010年12月25日因台北縣改制新北市，再由蘆洲市改制為蘆洲區，目前人口數已突破20萬人。蘆洲區緊鄰台北市士林區，中間隔著淡水河相望，與台北市無橋樑連接，須經由三重區的重陽橋。蘆洲區為台灣人口密度次高與世界人口密度第13高的都市市區，人口密度高達每平方公里2.6萬人。

### 五股區(248)
五股區，舊稱「五穀坑」，前身「五股鄉」，位於新北市西部，與台北市相鄰，北有觀音山，東南為三重、新莊兩區，境內藉天然河川山丘隔成三角形，除東南部為平地外，近三分之二土地為丘陵，東南設有五股交流道，可銜接台65線前往土城，亦可透過聯絡道連結台64線五股二交流道，為台灣車流量最多的交流道。

### 八里區(249)
八里區，舊稱「八里坌」，前身「八里鄉」，位於臺北盆地之西北端，總面積為39.4933平方公里，呈長形帶狀，其主要位在淡水河出海口之西側，東北隔淡水河與淡水區相望，西接林口區，南隔觀音山與五股區為鄰，西北濱臨臺灣海峽，東鄰臺北市北投區、士林區。下轄10里195鄰。

### 淡水區(251)
淡水區，舊稱「滬尾」，日治時期改稱「淡水」，得名自淡水河，前身「淡水鎮」，位於新北市西北沿海，位於淡水河的出海口北側，北鄰三芝區，南鄰台北市北投區，西濱台灣海峽，西南與八里區以淡水河一水之隔。河光山水、風景秀麗，自古為台灣八景之一，昔日並有「東方威尼斯」之稱。在歷史上曾經是台灣第一大港，也是西方文明在台灣北部散播的起點，此處也將配合台61線延伸及淡江大橋的工程，使來往淡水至八里間更便利。

### 三芝區(252)
三芝區，舊稱「小雞籠社」，後稱「三芝」，得名自清領時期的行政區劃芝蘭三堡，前身「三芝鄉」，位於新北市西北部，北鄰石門區，西北濱台灣海峽，西南連淡水區，東南連金山區及台北市北投區，是台灣第一位醫學博士杜聰明及中華民國故總統李登輝、故立法委員盧修一的故鄉。本區除埔坪里、埔頭里人口密度大於2,000人/平方公里之外，其餘11里的人口密度均未滿500人/平方公里，顯示本區人口分布有過度集中之現象。下轄13里254鄰。

### 石門區(253)
石門區，因其境內下角濱海地區有一小坵，中有一洞形狀如同拱門，故名，前身「石門鄉」，位於新北市最北端，為一個濱海的小漁里，也是台灣本島最北的行政區，區內除漁獲外另有出產桶柑、花生、茶葉等農產品，石門粽也相當有名。區裡的富貴角燈塔亦是台灣本島最北的點。
值得留意的是，負責供應新北市與桃園市用水的石門水庫雖然名字中也有「石門」兩字，但卻與石門區無關，該水庫實際位置是在桃園市大溪區、龍潭區、復興區的交界處。

## 列表
新北市共轄29區，以下資料時間為2024年底。
| 區名   | 區域 代碼 | 面積 （km²） | 下轄 里數 | 下轄 鄰數 | 人口數    | 人口 消長 | 人口密度 （人/km²） | 地圖 |
| ------ | --------- | ------------ | --------- | --------- | --------- | --------- | ------------------- | ---- |
| 板橋區 | 65000010  | 23.1373      | 126       | 2,515     | 553,538   | -709      | 23,924              |      |
| 三重區 | 65000020  | 16.317       | 119       | 2,564     | 383,355   | +247      | 23,494              |      |
| 中和區 | 65000030  | 20.144       | 93        | 2,998     | 405,956   | -1,317    | 20,153              |      |
| 永和區 | 65000040  | 5.7138       | 62        | 1,249     | 213,742   | -1,029    | 37,408              |      |
| 新莊區 | 65000050  | 19.7383      | 84        | 1,842     | 423,503   | -104      | 21,456              |      |
| 新店區 | 65000060  | 120.2255     | 69        | 1,482     | 306,571   | +1,703    | 2,550               |      |
| 樹林區 | 65000070  | 33.1288      | 42        | 1,039     | 178,981   | -1,677    | 5,403               |      |
| 鶯歌區 | 65000080  | 21.1248      | 20        | 434       | 89,339    | +259      | 4,229               |      |
| 三峽區 | 65000090  | 191.4508     | 28        | 608       | 115,335   | -273      | 602                 |      |
| 淡水區 | 65000100  | 70.6565      | 42        | 703       | 200,726   | +6,327    | 2,841               |      |
| 汐止區 | 65000110  | 71.2354      | 50        | 1,141     | 210,817   | +1,336    | 2,959               |      |
| 瑞芳區 | 65000120  | 70.7336      | 34        | 426       | 36,330    | -867      | 514                 |      |
| 土城區 | 65000130  | 29.5578      | 47        | 1,236     | 241,224   | +396      | 8,161               |      |
| 蘆洲區 | 65000140  | 7.4351       | 38        | 727       | 198,359   | -1,663    | 26,679              |      |
| 五股區 | 65000150  | 34.8632      | 20        | 515       | 93,860    | +1,106    | 2,692               |      |
| 泰山區 | 65000160  | 19.1603      | 17        | 466       | 77,667    | +176      | 4,054               |      |
| 林口區 | 65000170  | 54.1519      | 17        | 443       | 136,075   | +3,128    | 2,513               |      |
| 深坑區 | 65000180  | 20.5787      | 8         | 239       | 23,636    | -53       | 1,149               |      |
| 石碇區 | 65000190  | 144.3498     | 12        | 107       | 7,068     | -98       | 49                  |      |
| 坪林區 | 65000200  | 170.835      | 7         | 78        | 6,324     | -122      | 37                  |      |
| 三芝區 | 65000210  | 65.9909      | 13        | 254       | 22,080    | -57       | 335                 |      |
| 石門區 | 65000220  | 51.2645      | 9         | 124       | 10,397    | -355      | 203                 |      |
| 八里區 | 65000230  | 39.4933      | 10        | 195       | 42,674    | +708      | 1,081               |      |
| 平溪區 | 65000240  | 71.3382      | 12        | 120       | 4,049     | -85       | 57                  |      |
| 雙溪區 | 65000250  | 146.2484     | 12        | 244       | 7,686     | -229      | 53                  |      |
| 貢寮區 | 65000260  | 99.9734      | 11        | 202       | 10,719    | -262      | 107                 |      |
| 金山區 | 65000270  | 49.2132      | 15        | 201       | 20,059    | -307      | 408                 |      |
| 萬里區 | 65000280  | 63.3766      | 10        | 186       | 20,622    | -247      | 325                 |      |
| 烏來區 | 65000290  | 321.1306     | 5         | 43        | 6,309     | -51       | 20                  |      |
| 新北市 | 65000     | 2,052.5667   | 1,032     | 22,381    | 4,047,001 | +5,881    | 1,972               |      |

- 人口消長計算方式為2024年底人口減去2023年底人口，負值以紅字表示，正值以藍字表示，沒有增長以綠字表示
- 各區人口密度以4捨5入至小數點前1位計之

## 地圖
| 新北市行政區劃示意圖 |
|                      |

## 圖集

新北市各行政區圖集
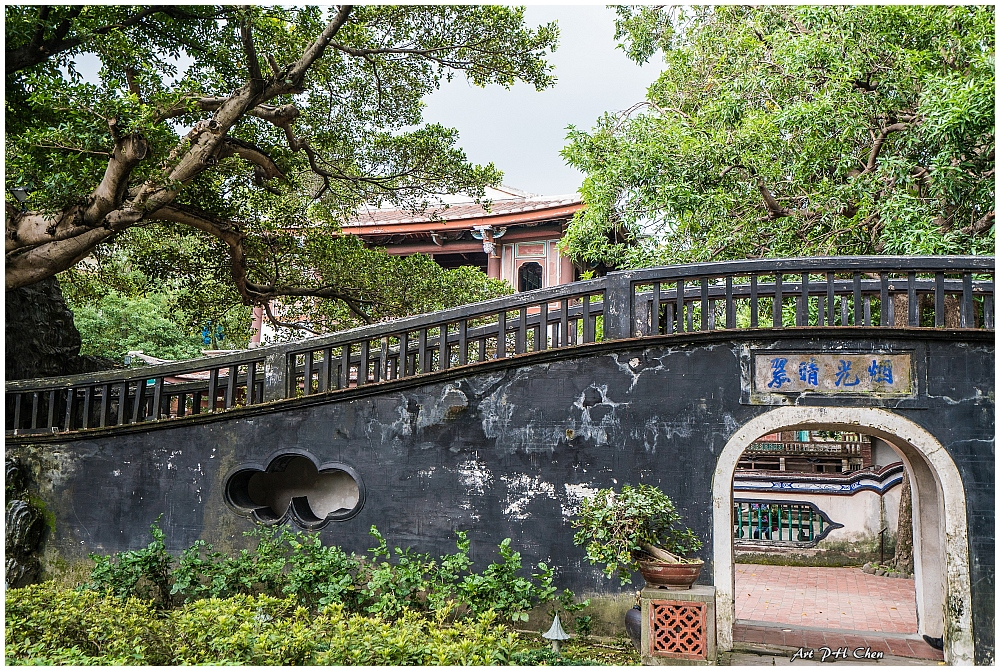
板橋區林本源園邸
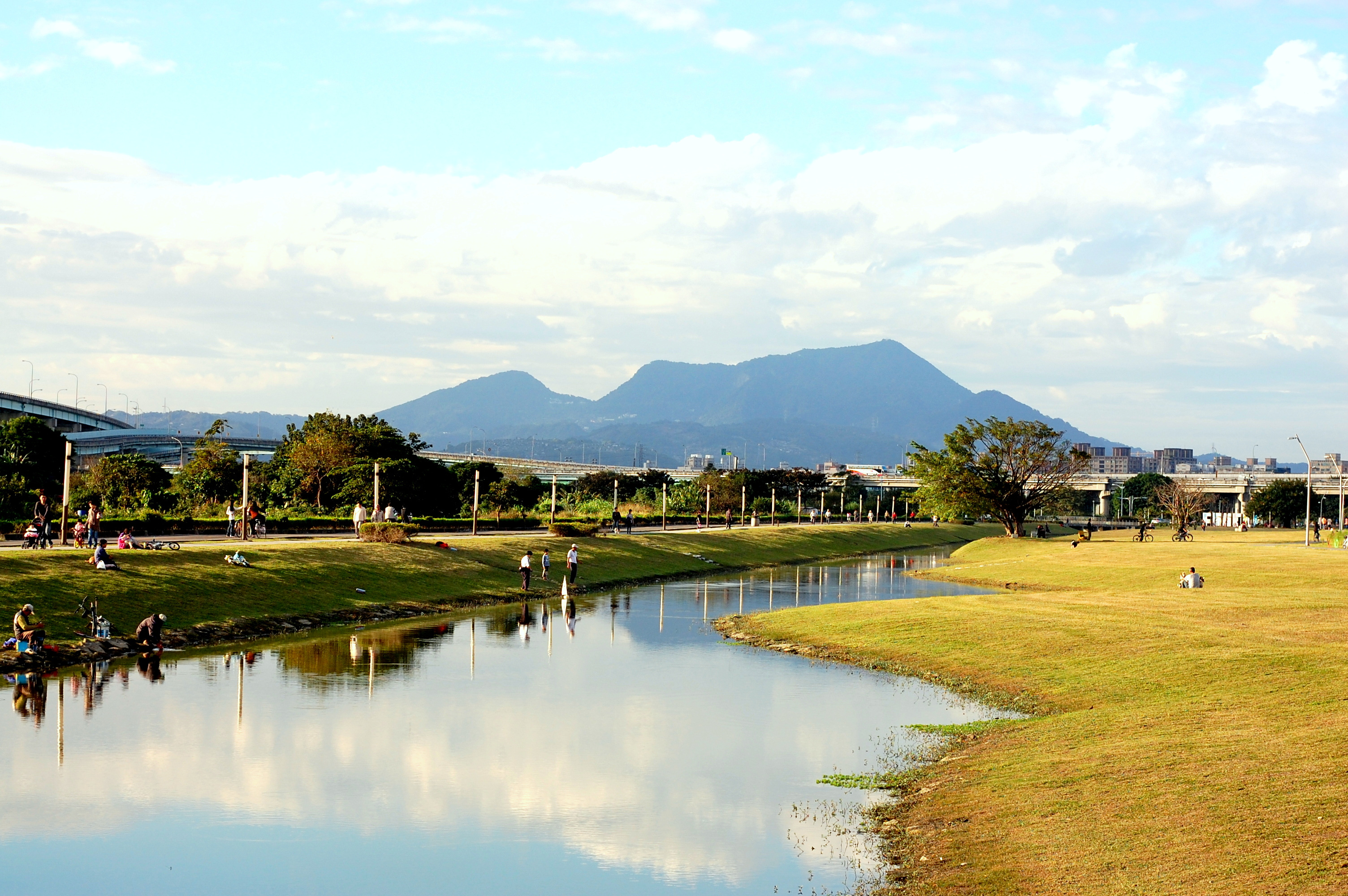
三重區新北大都會公園
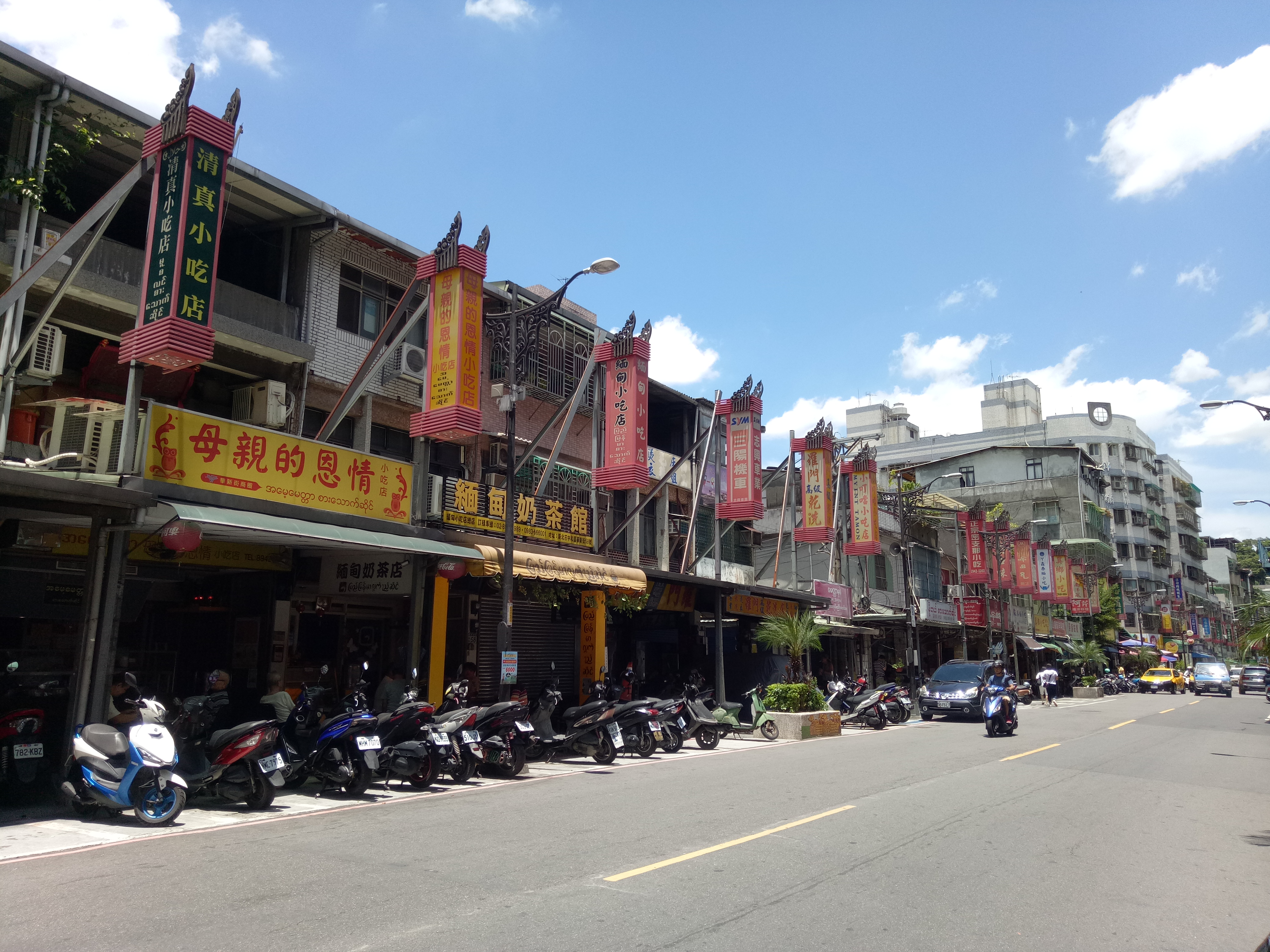
中和區中和華新街商圈
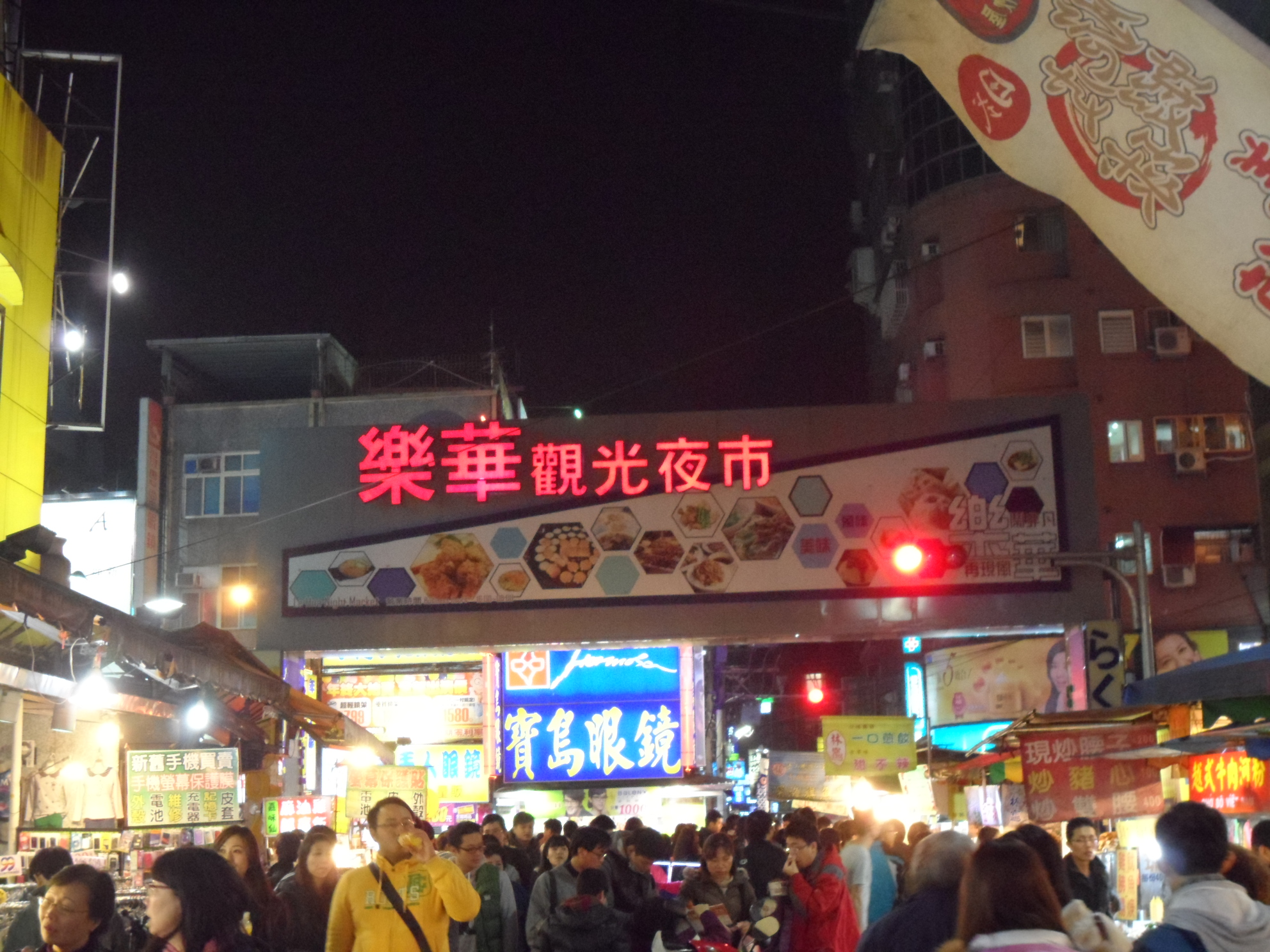
永和區樂華夜市
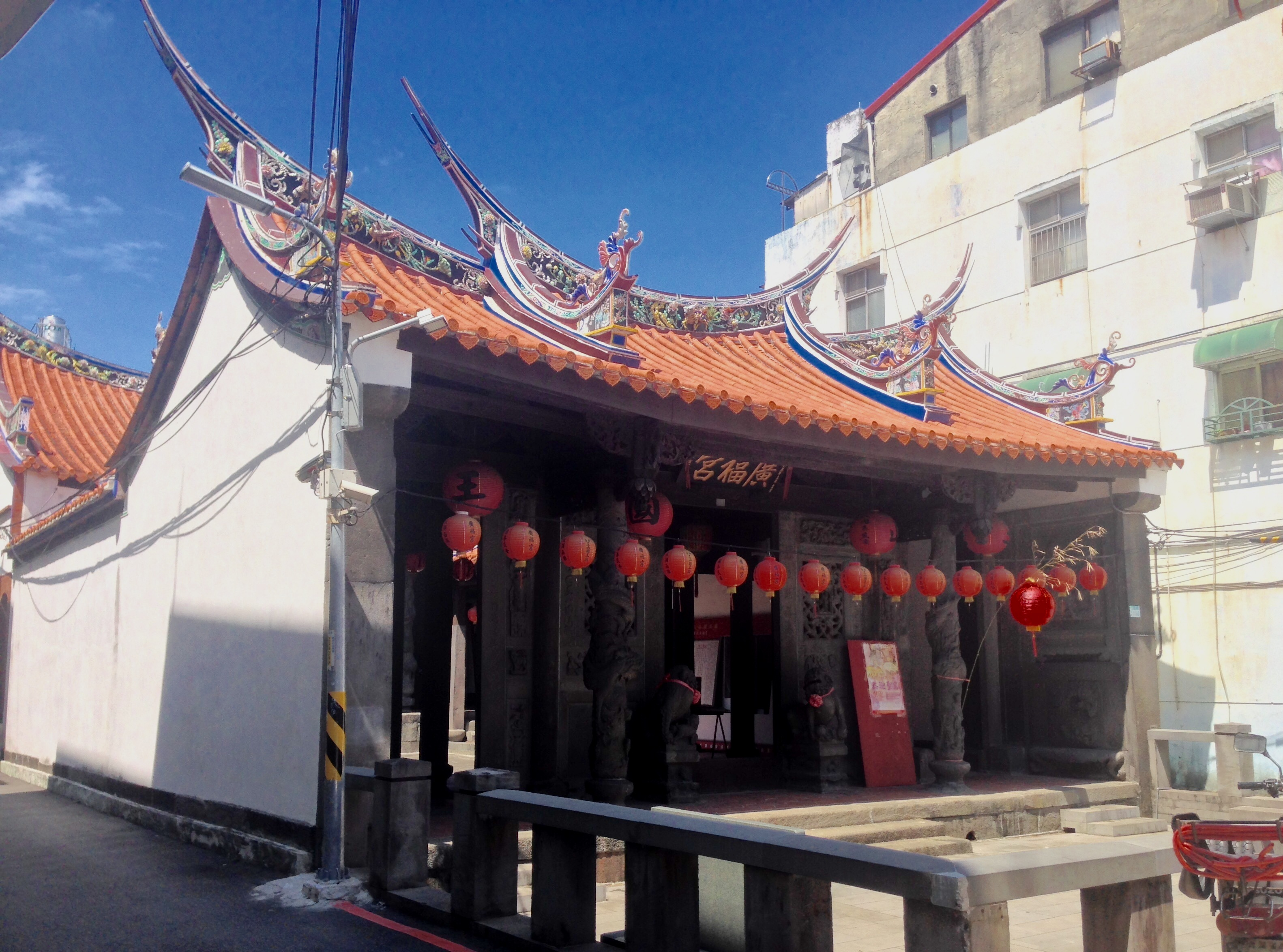
新莊區新莊廣福宮
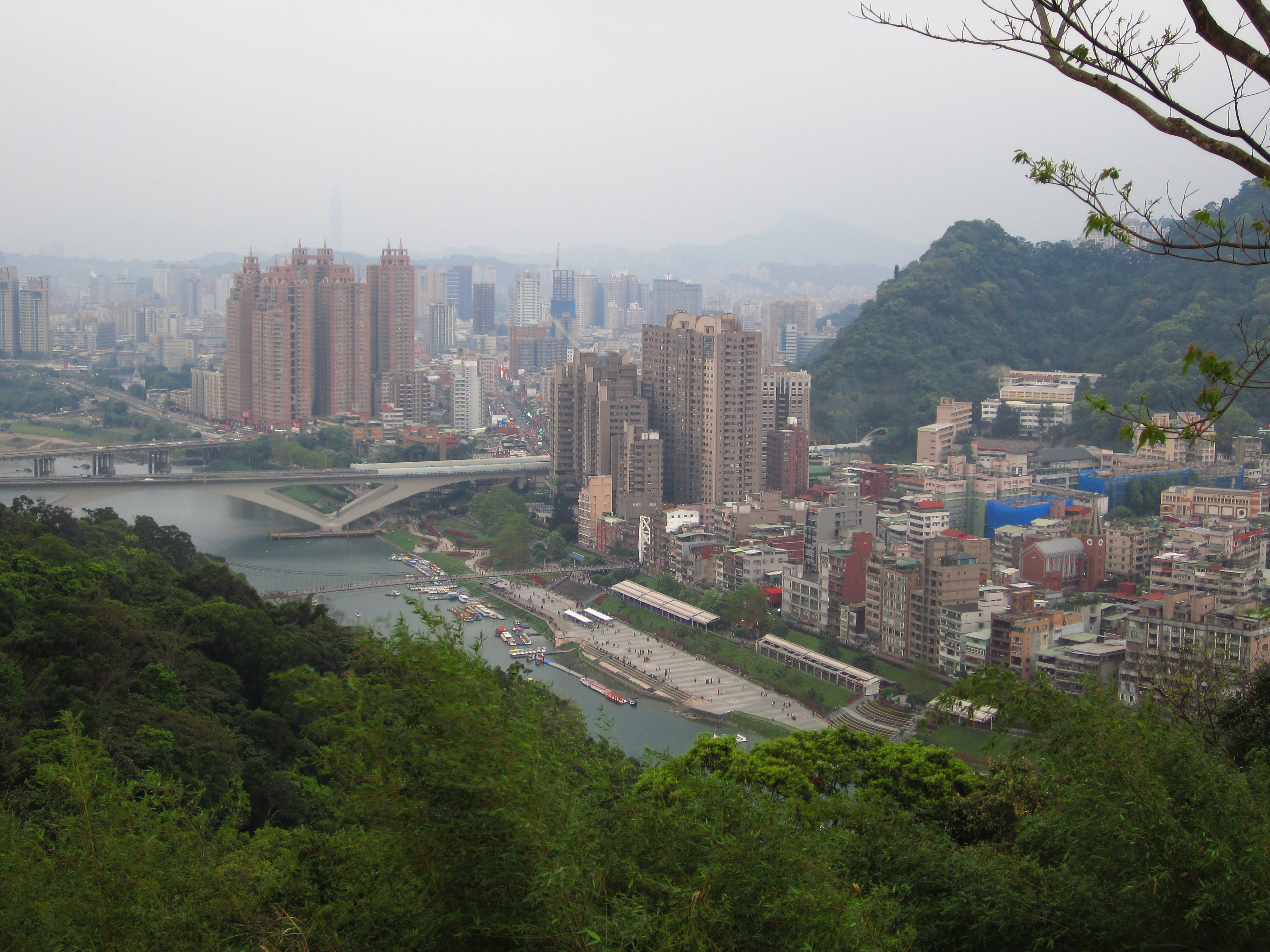
新店區碧潭吊橋與河岸景觀
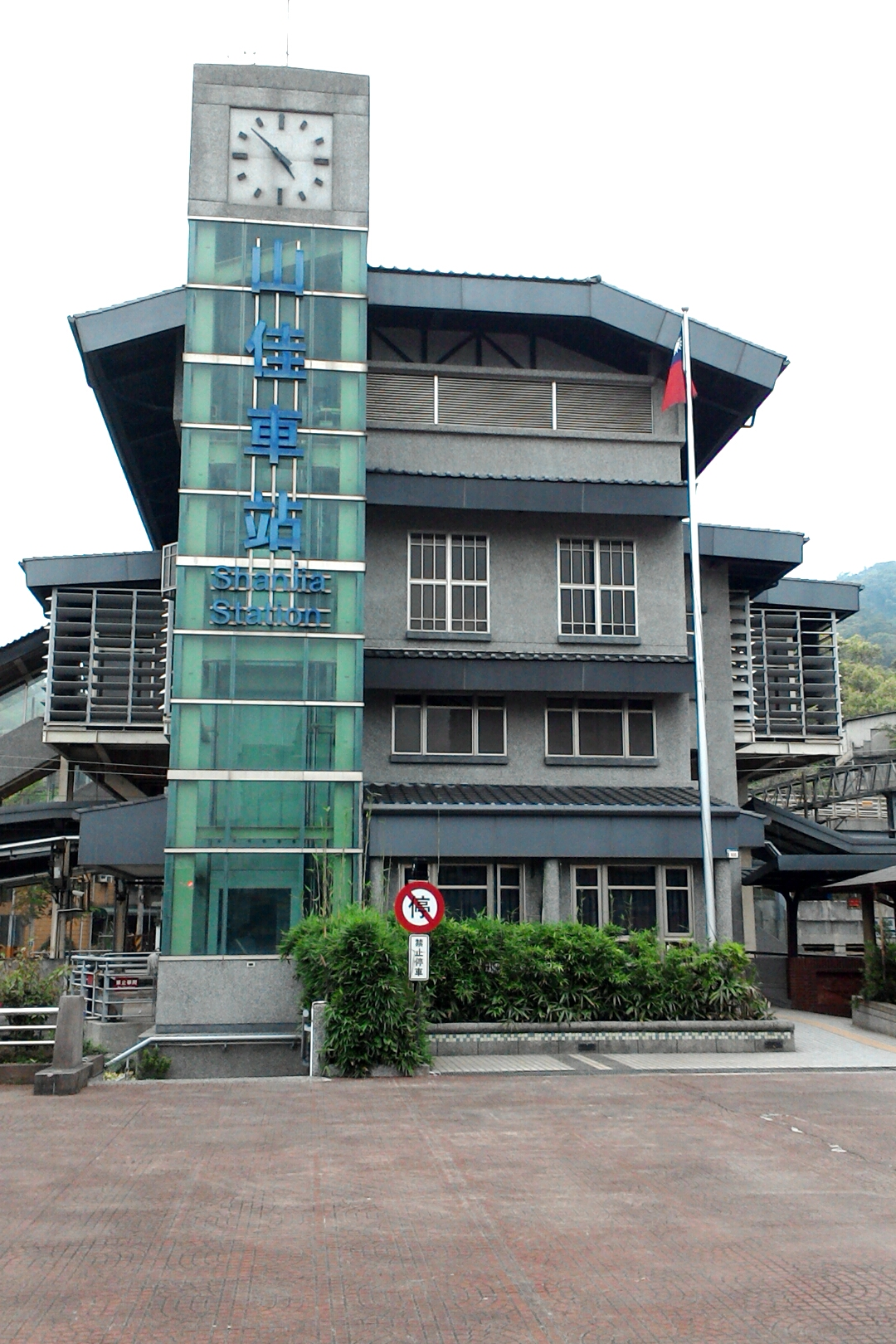
樹林區山佳車站站房
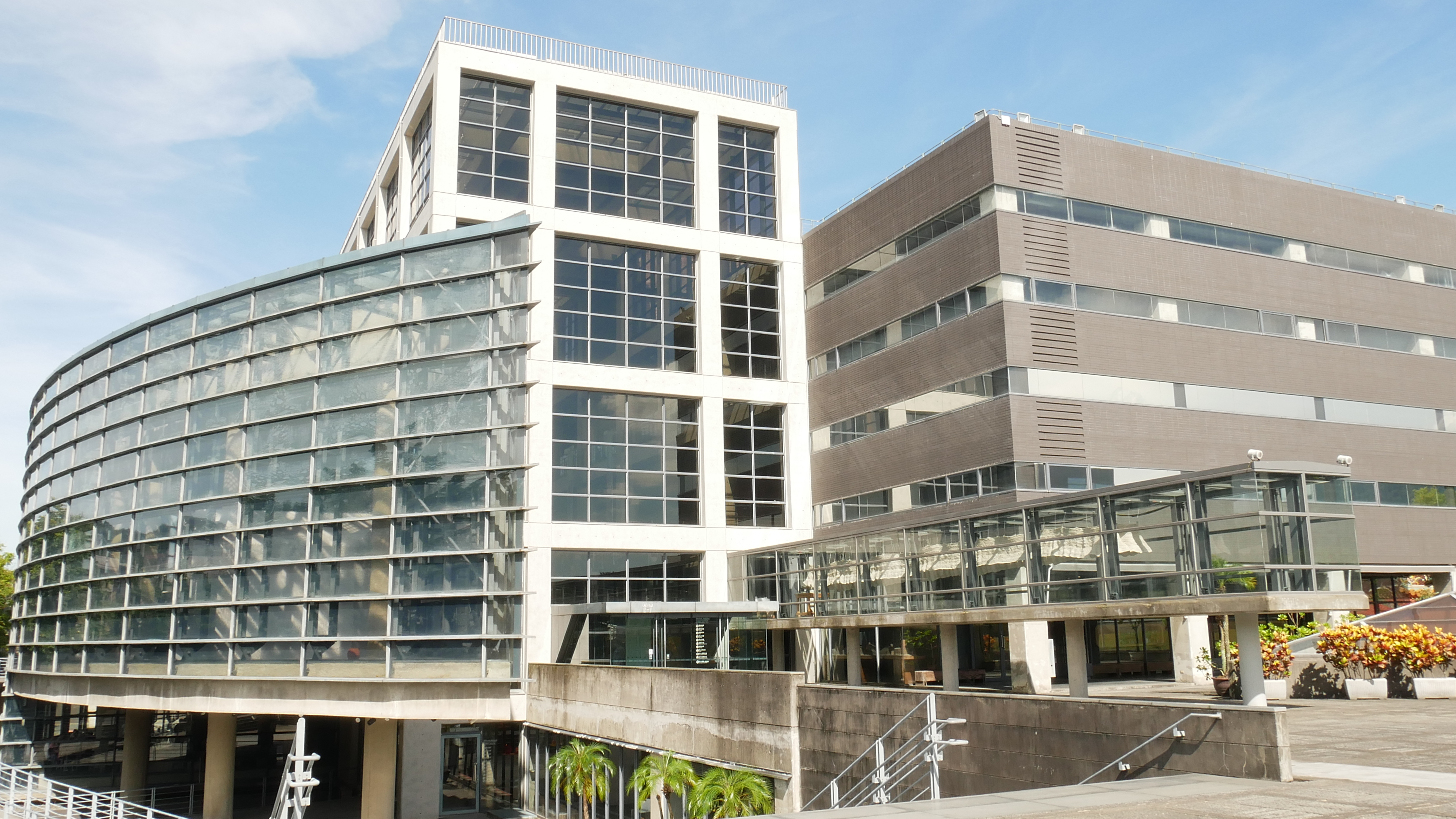
鶯歌區新北市立鶯歌陶瓷博物館
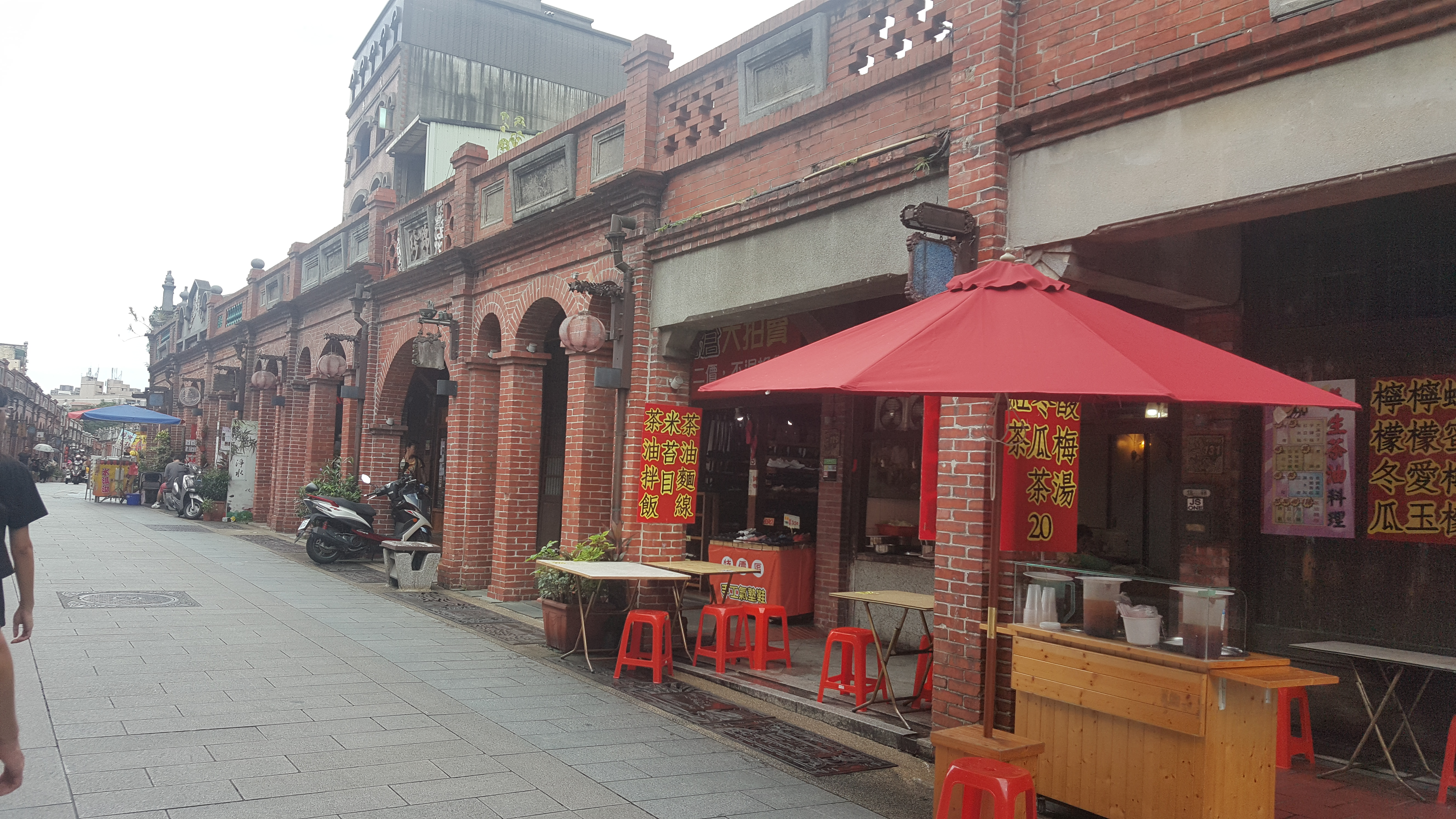
三峽區三峽老街
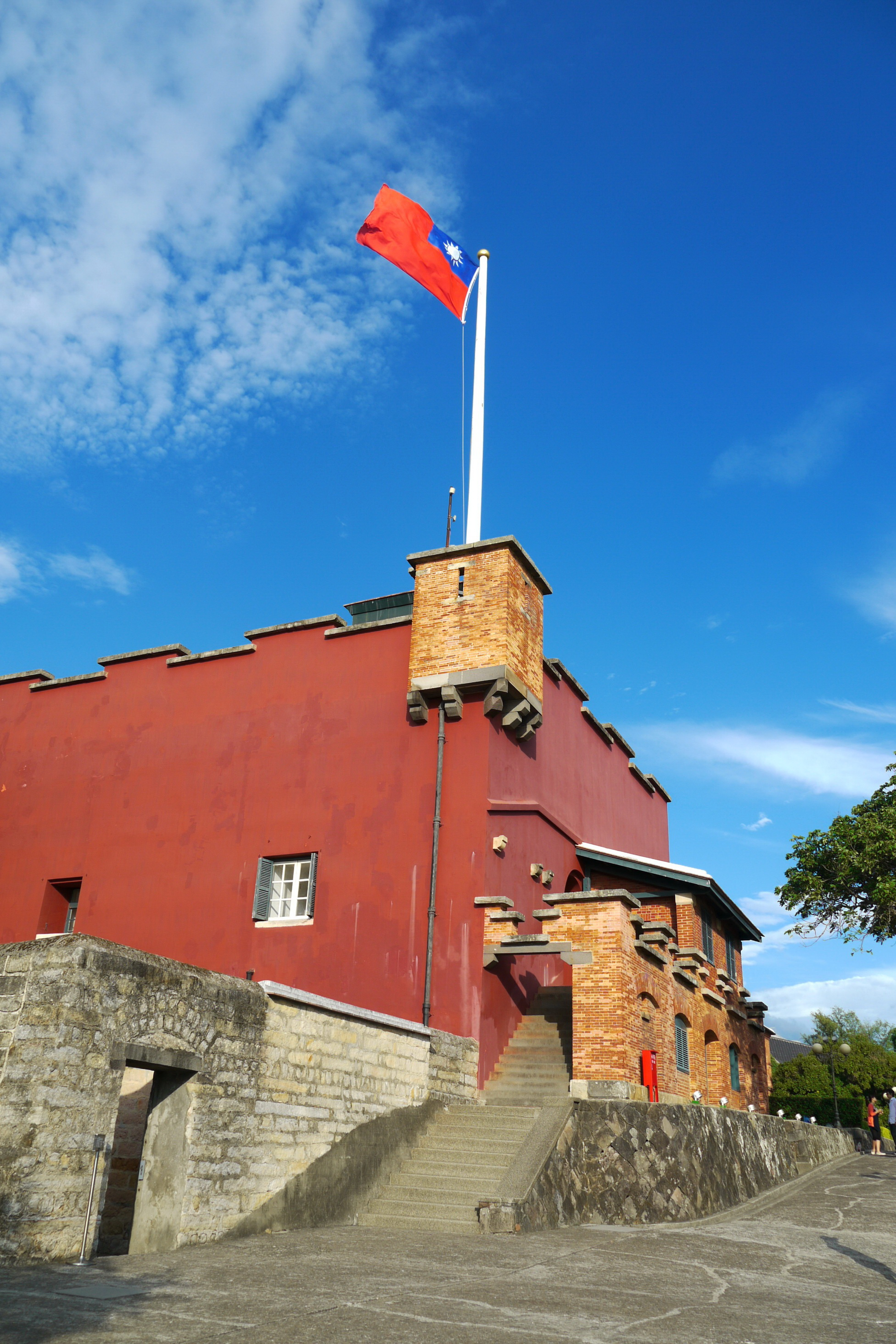
淡水區紅毛城
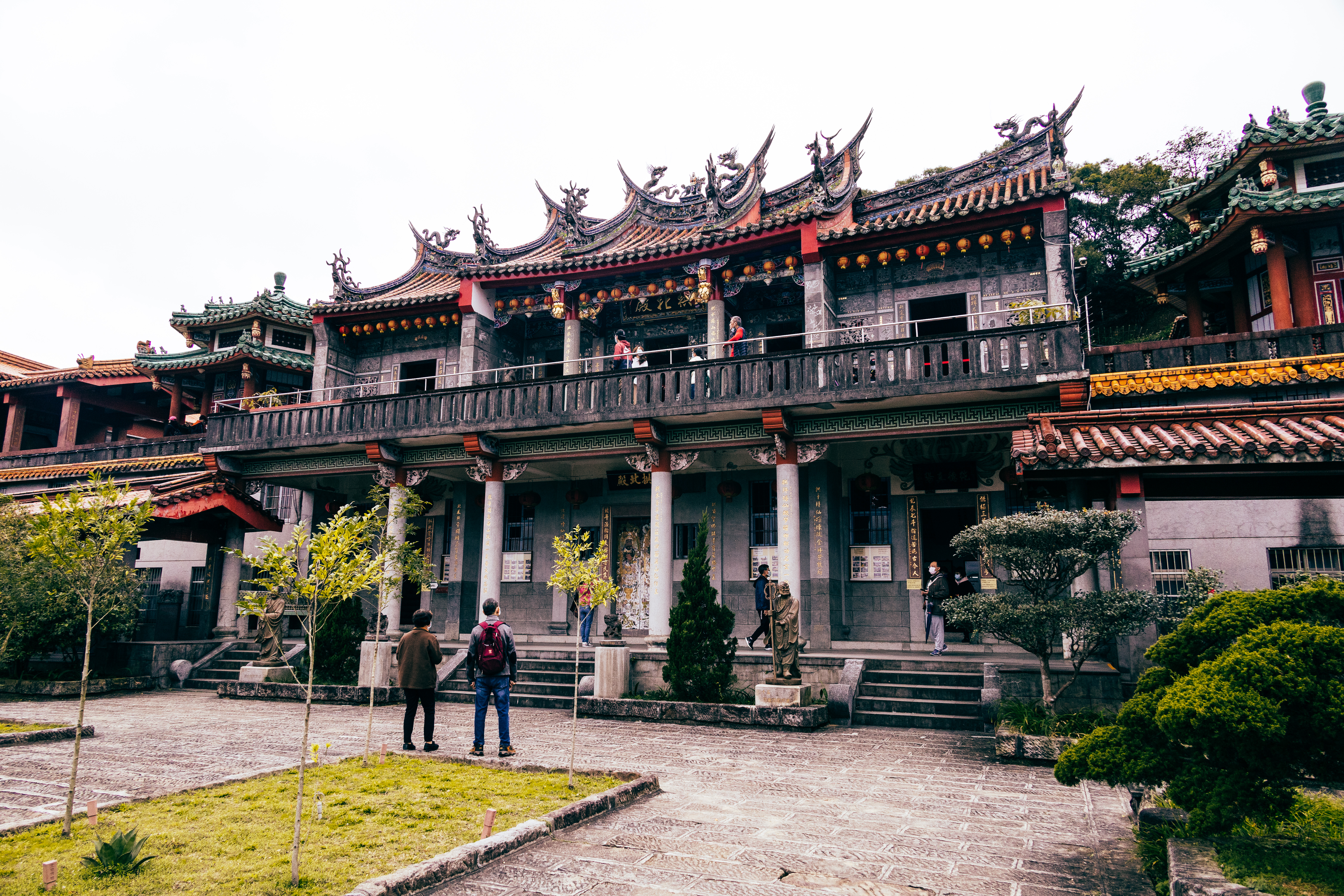
汐止區汐止拱北殿
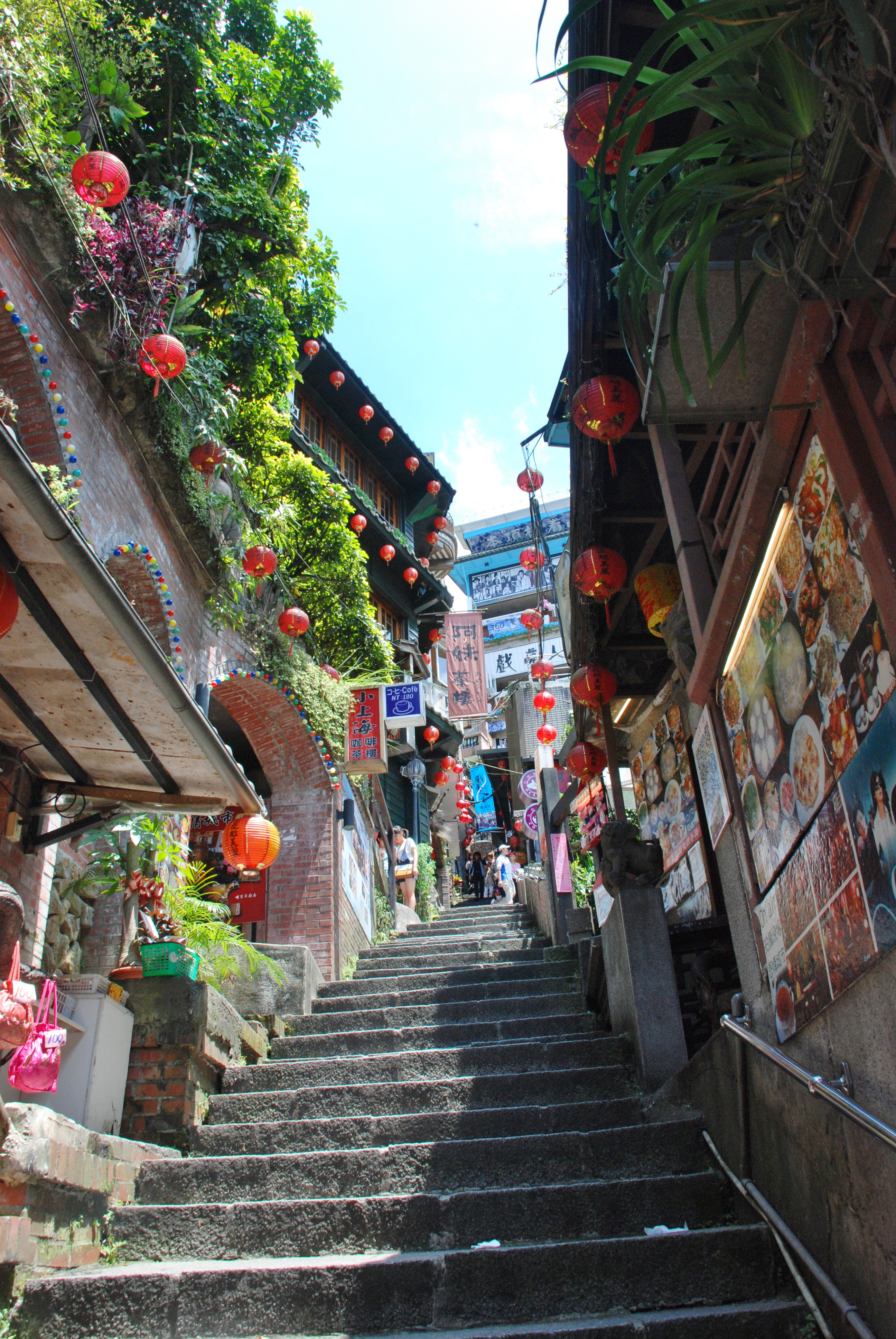
瑞芳區九份老街
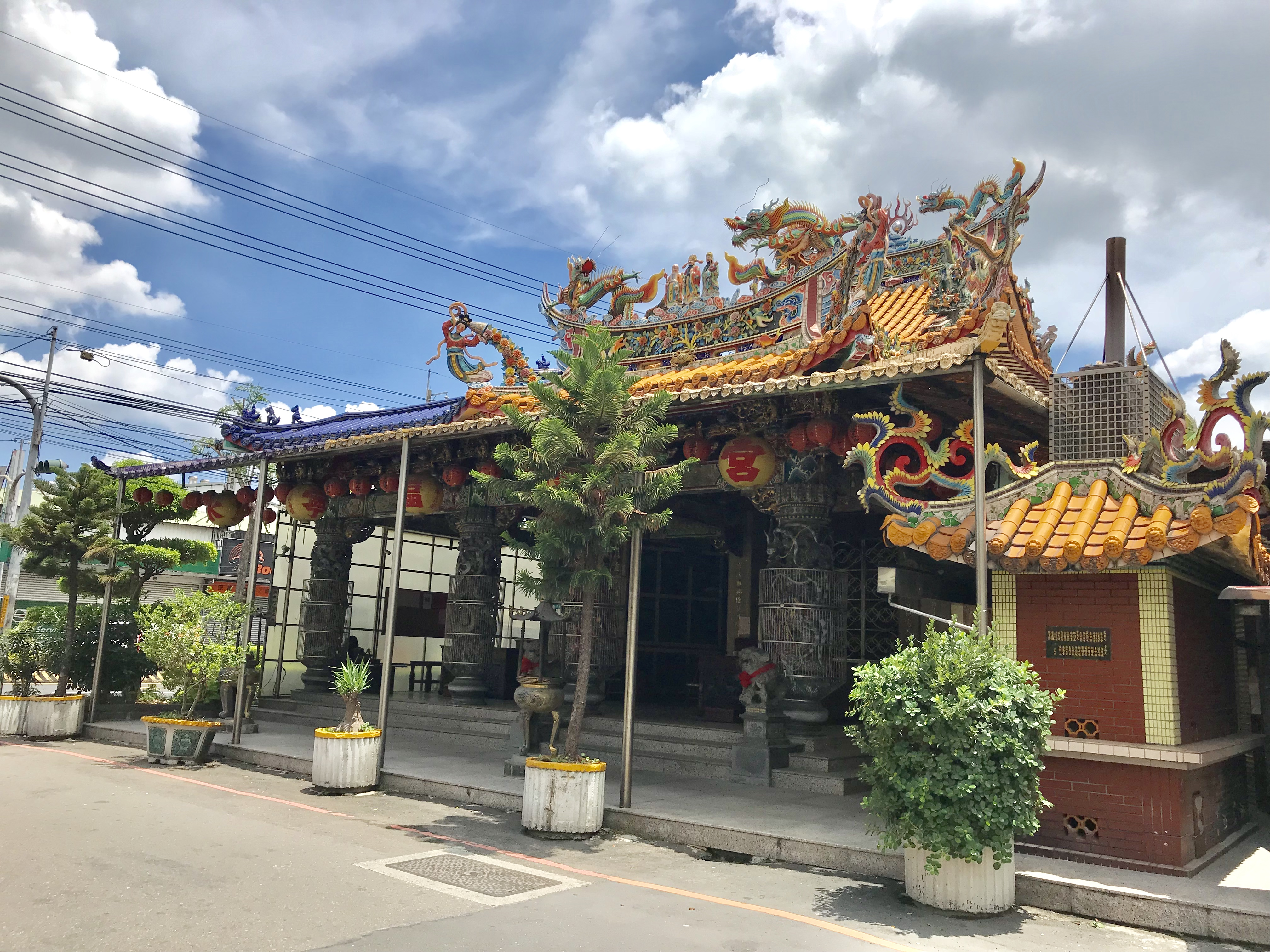
土城區永寧福德宮
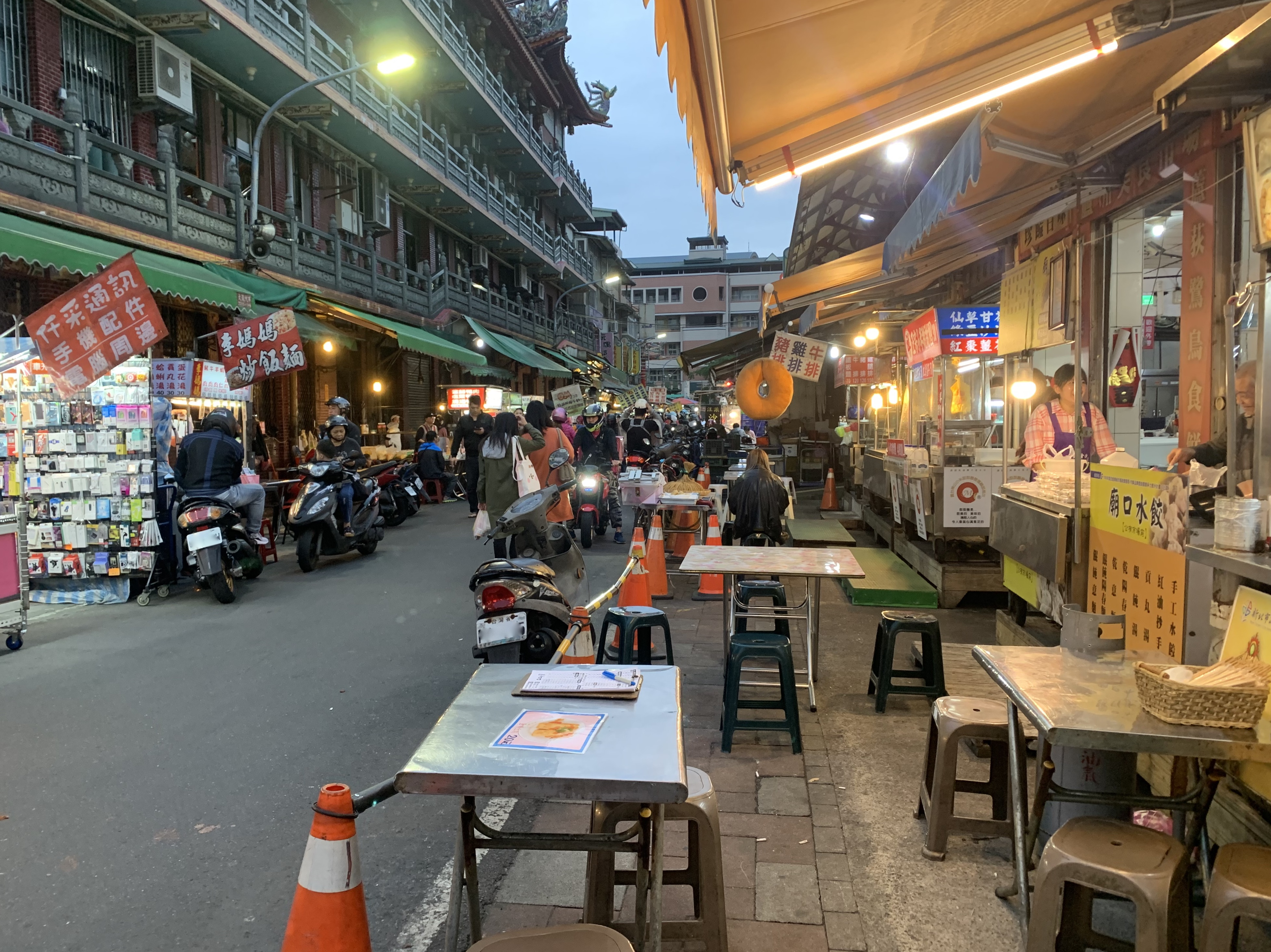
蘆洲區蘆洲廟口夜市
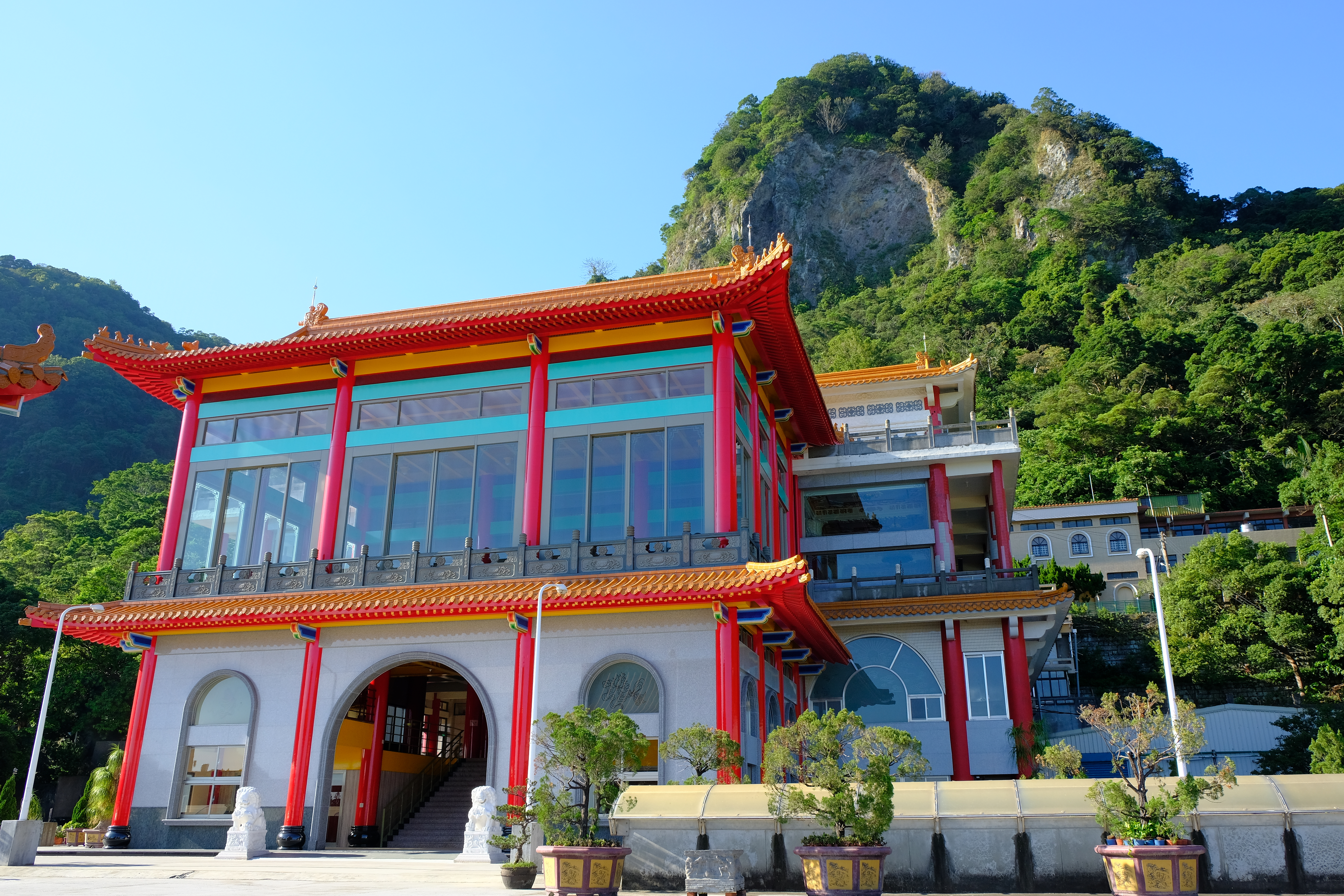
五股區凌雲禪寺
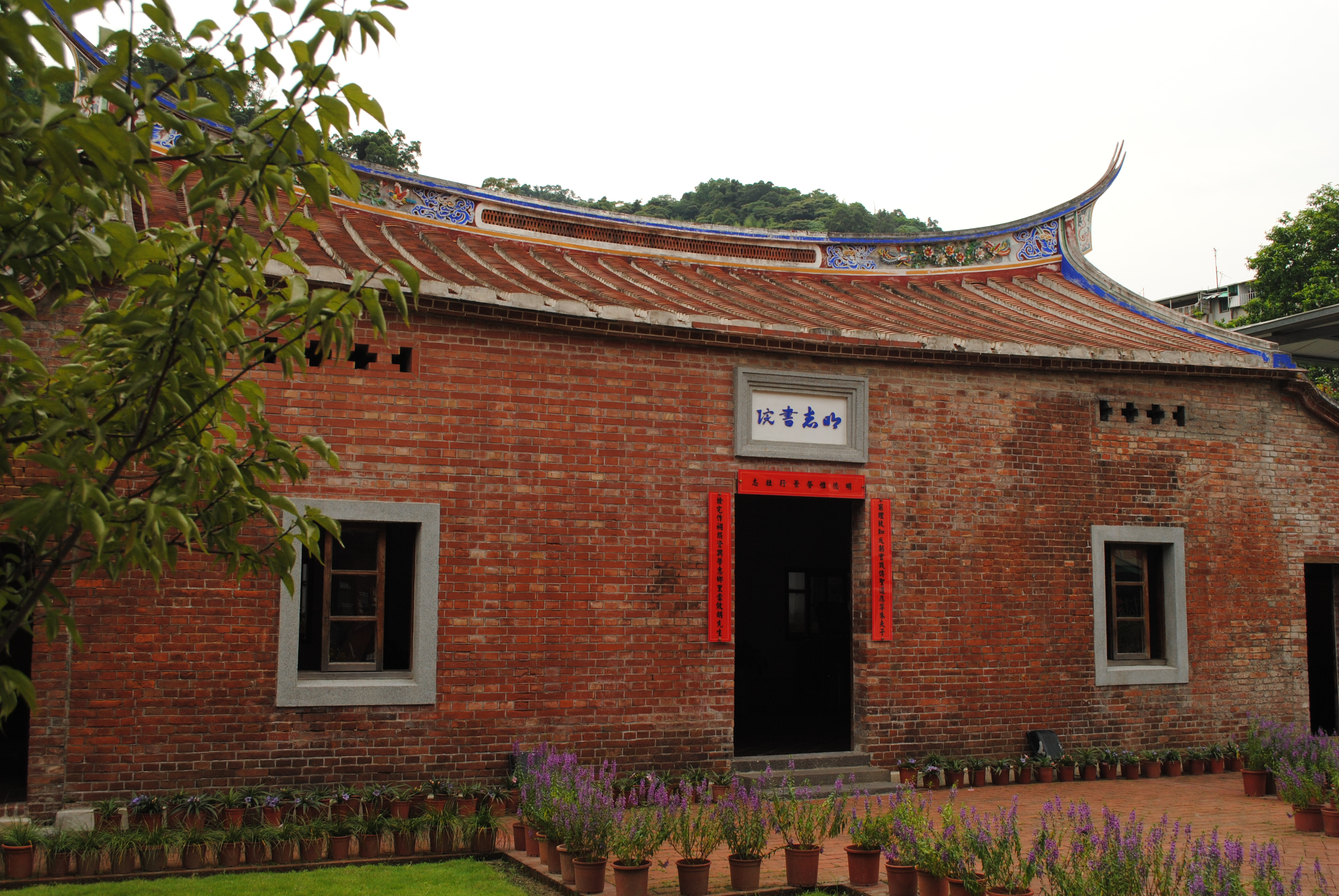
泰山區明志書院
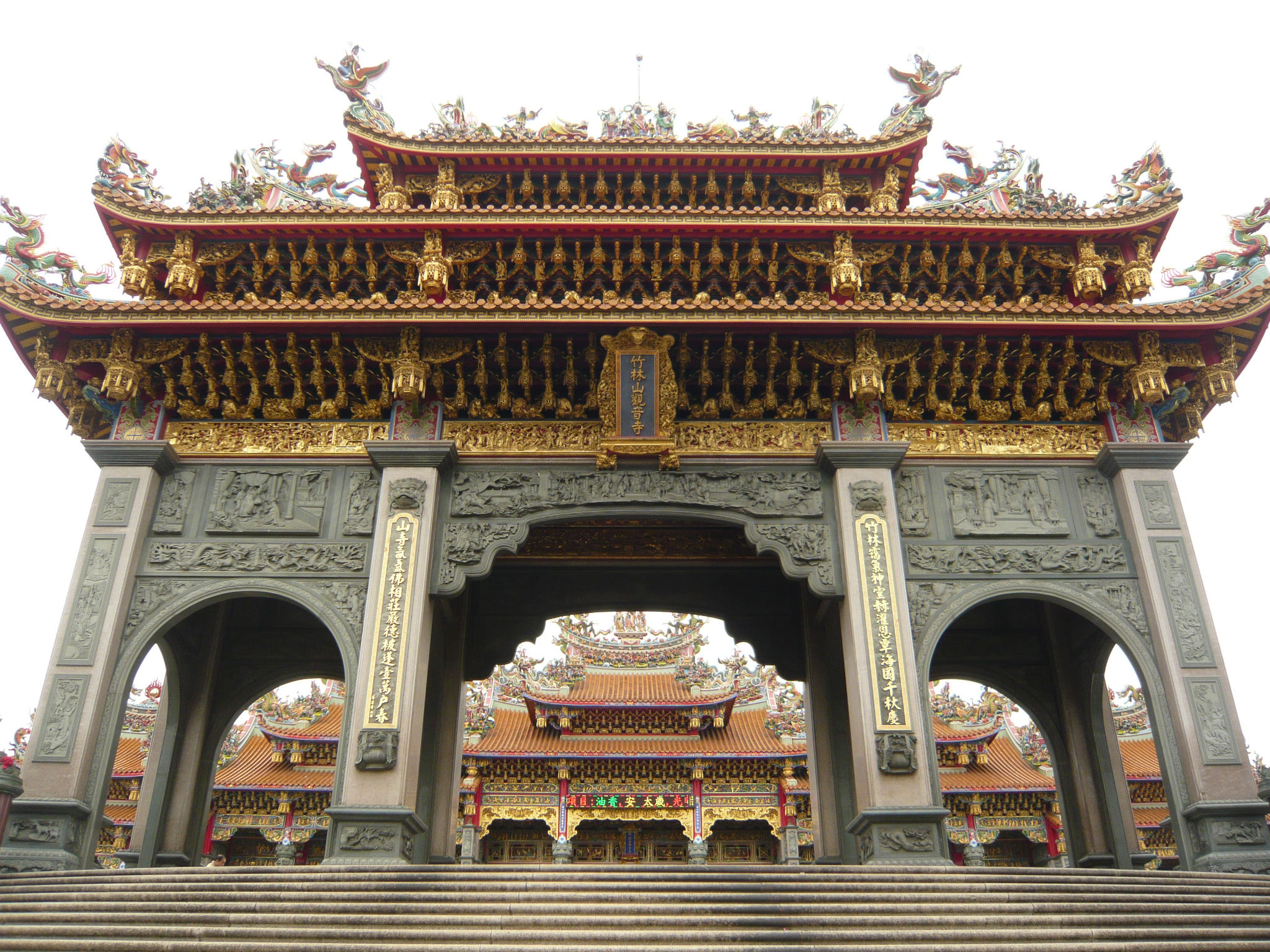
林口區竹林山觀音寺
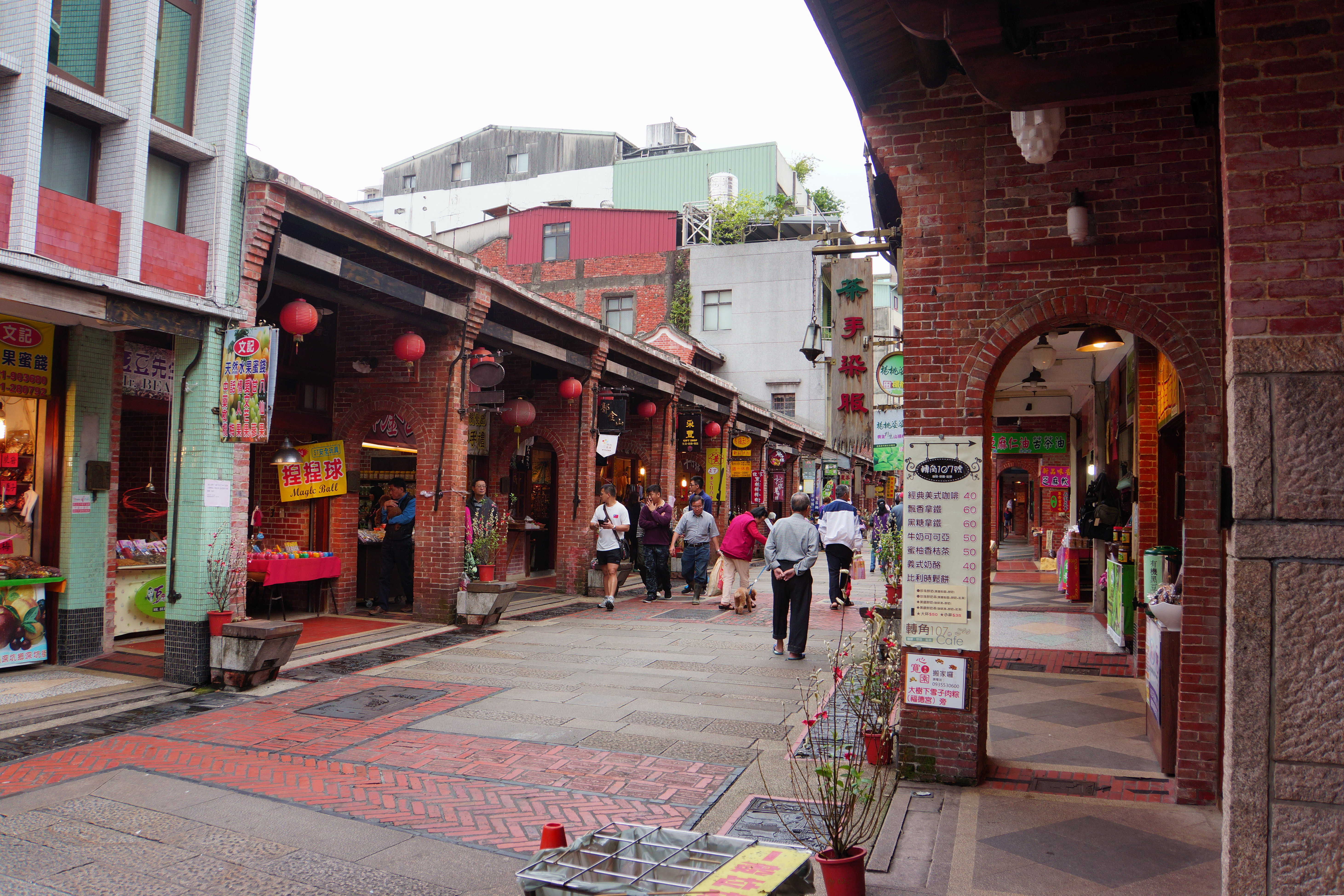
深坑區深坑老街
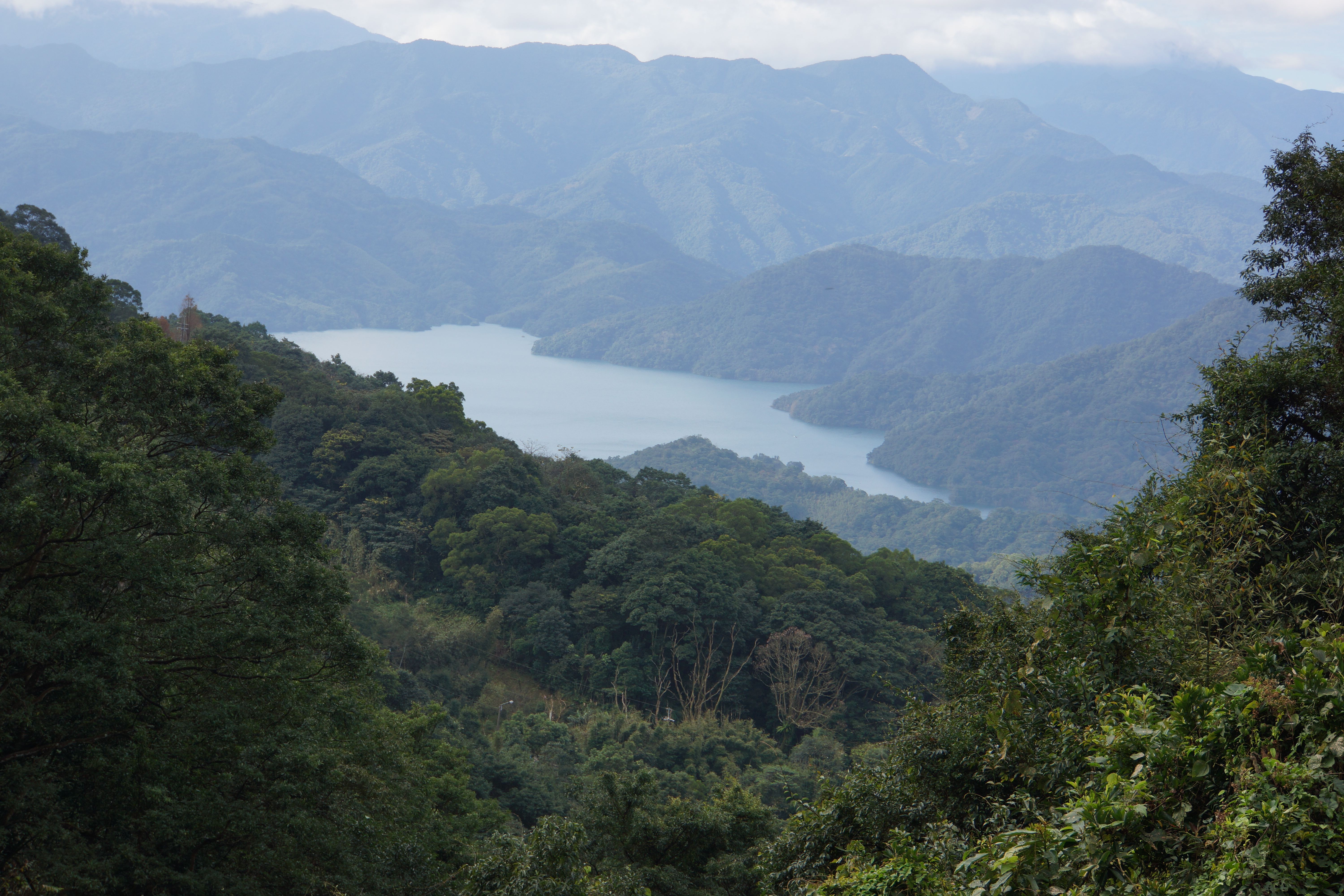
石碇區翡翠水庫
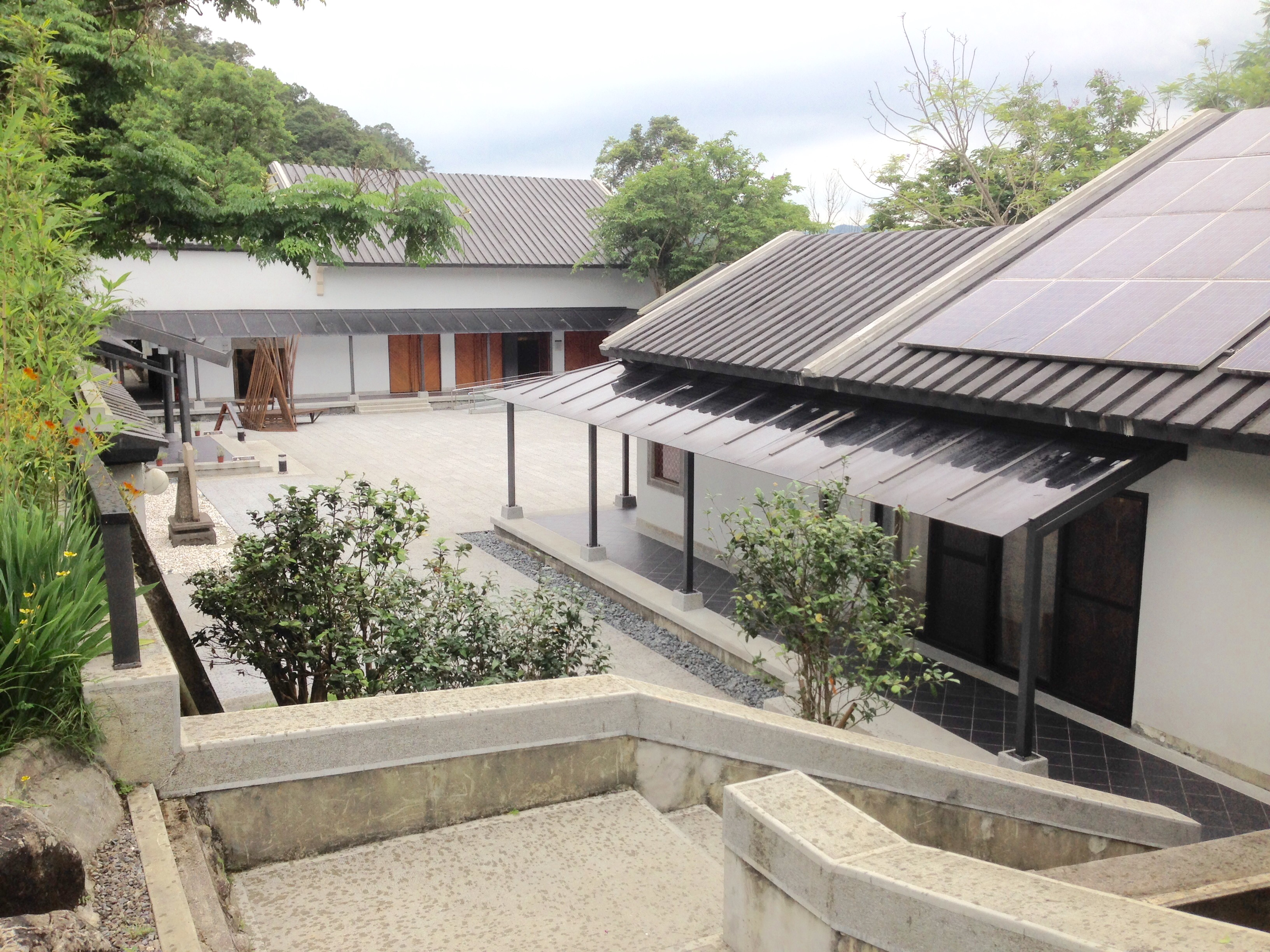
坪林區坪林茶業博物館
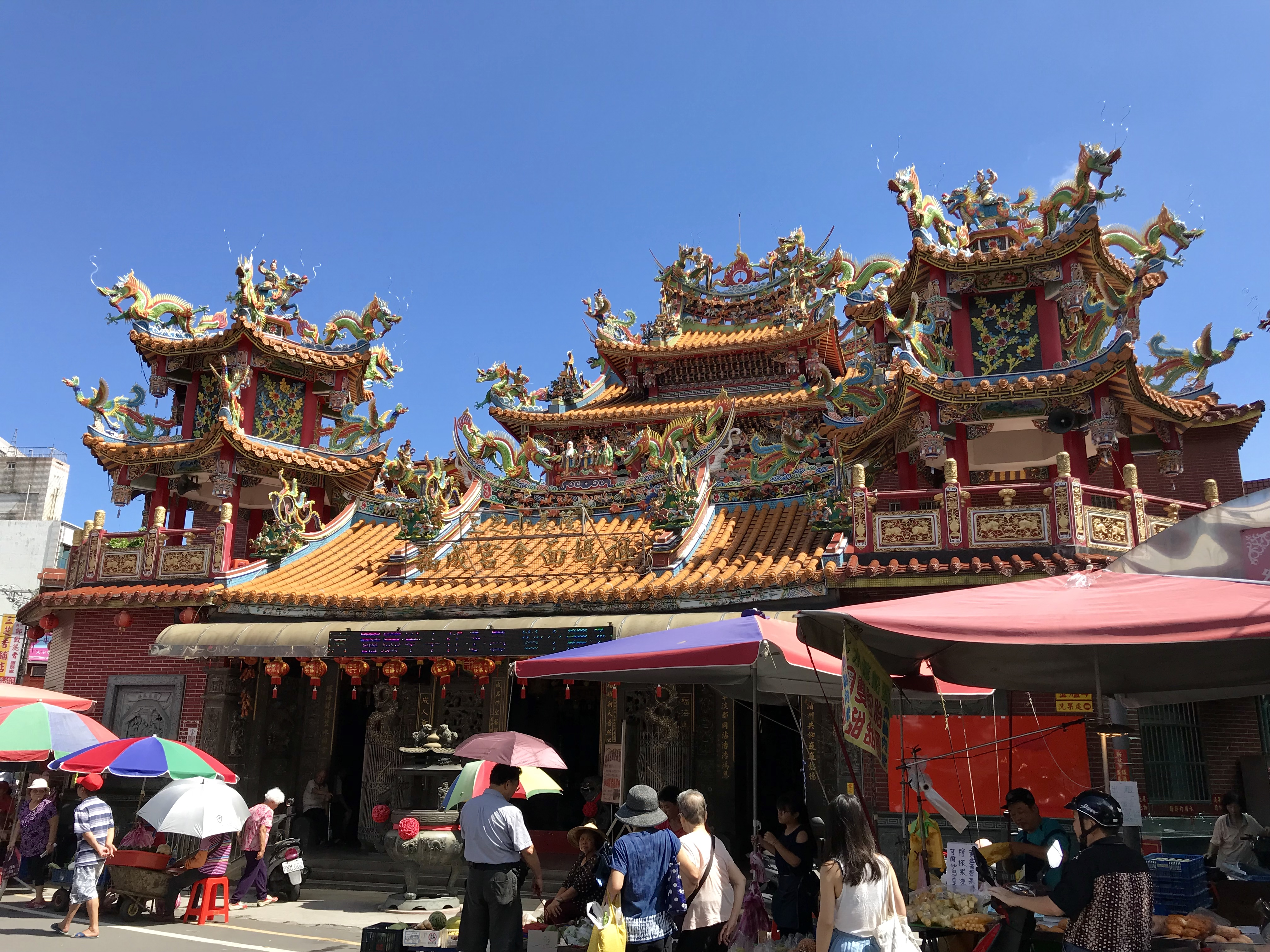
三芝區三芝福成宮
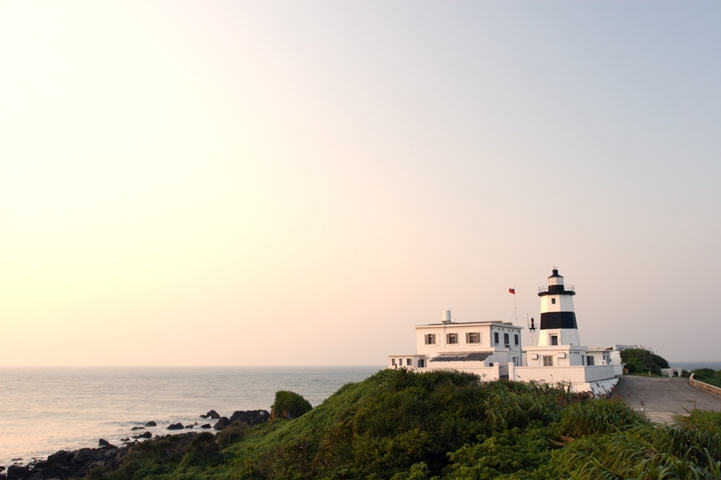
石門區富貴角燈塔
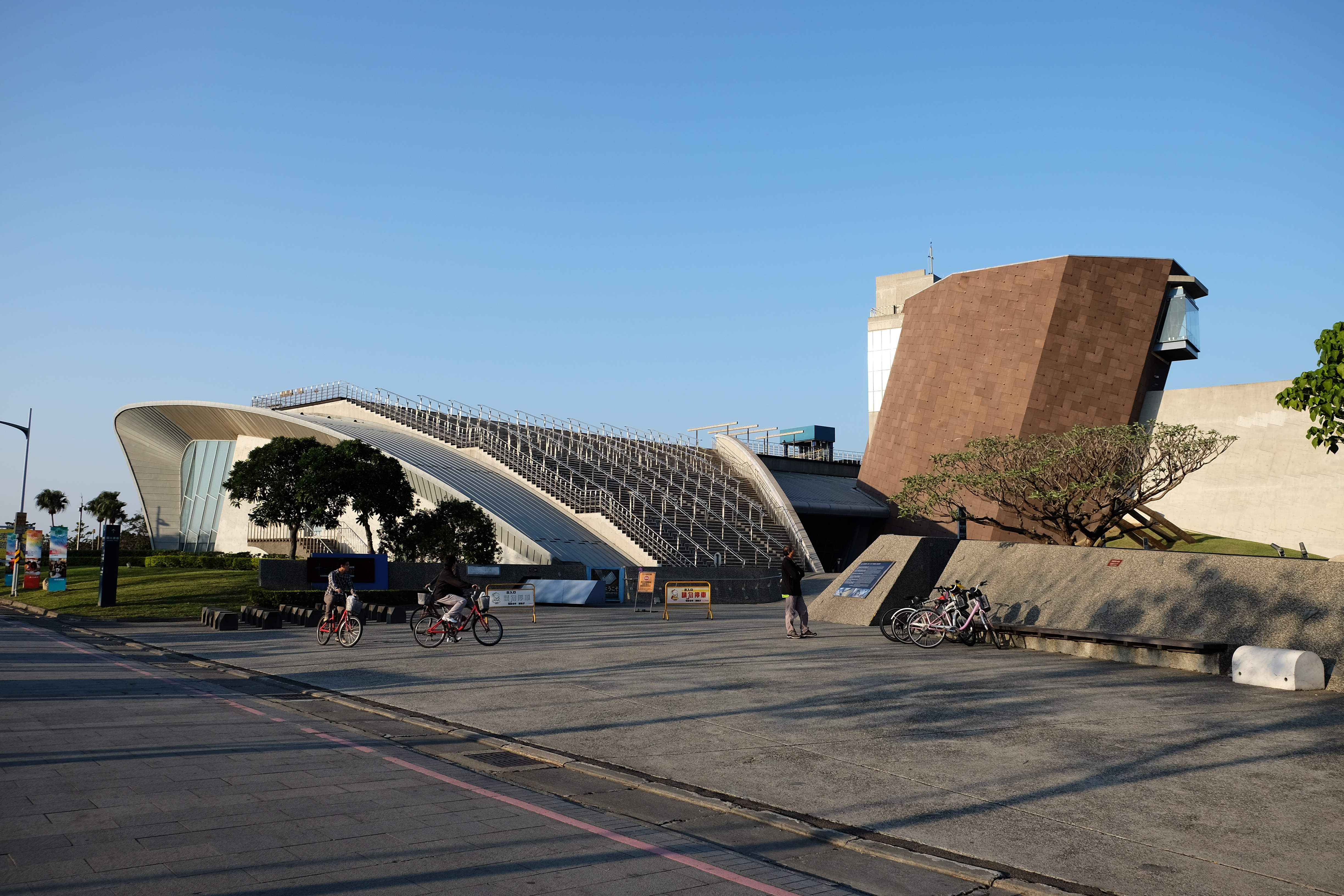
八里區新北市立十三行博物館
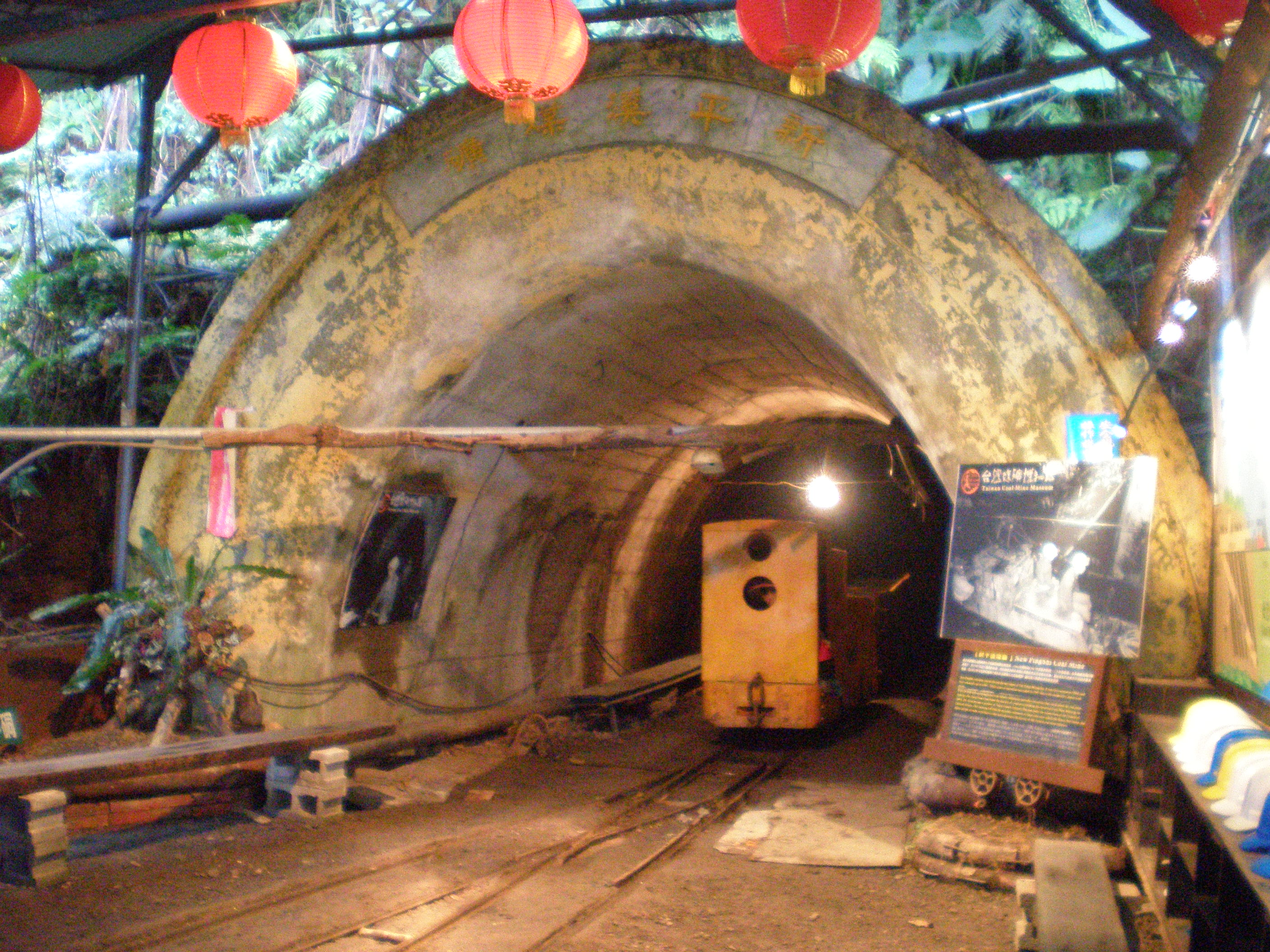
平溪區新平溪煤礦博物園區
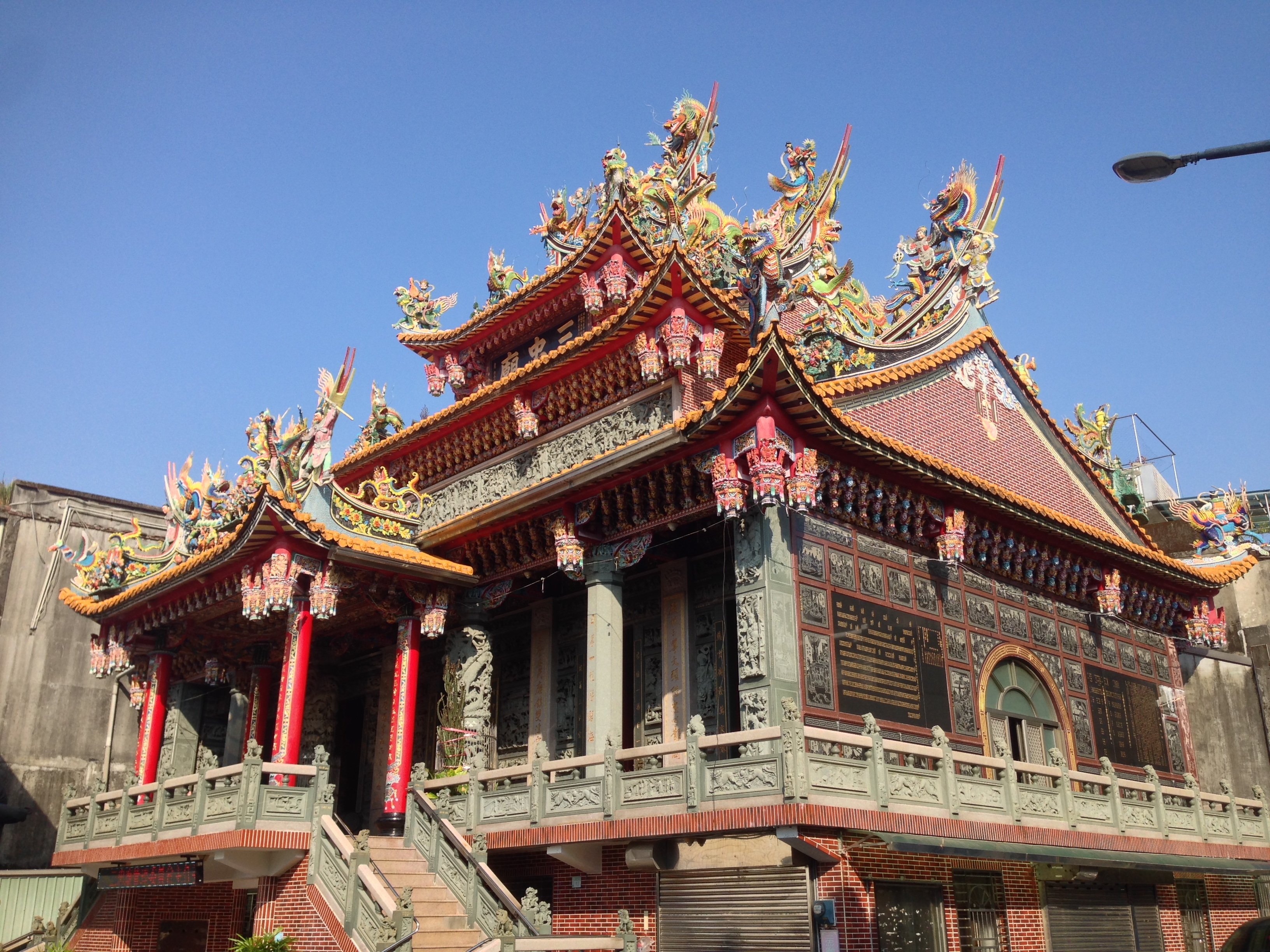
雙溪區雙溪三忠廟
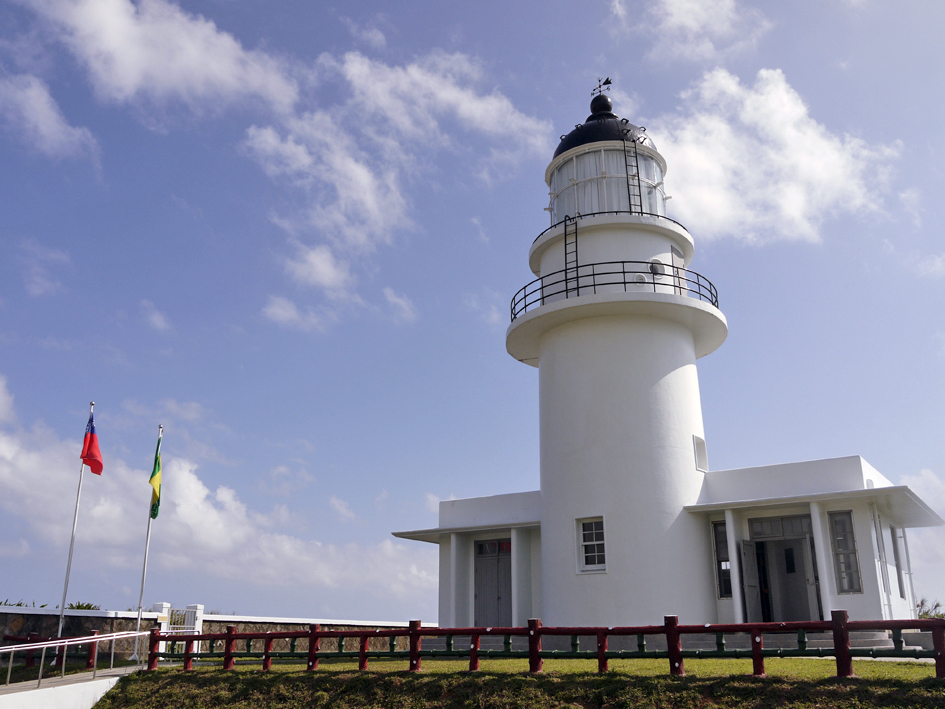
貢寮區三貂角燈塔
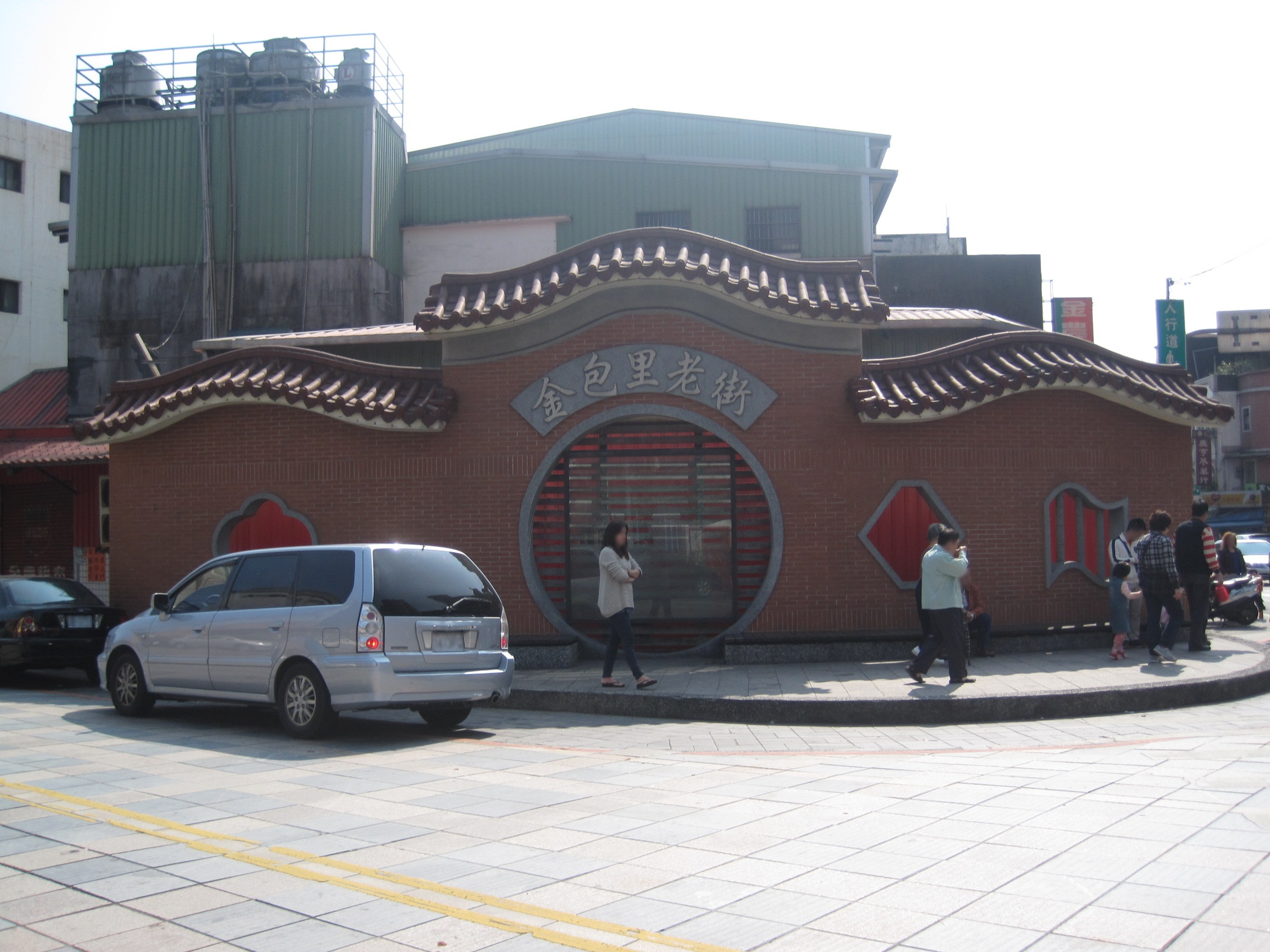
金山區金山老街
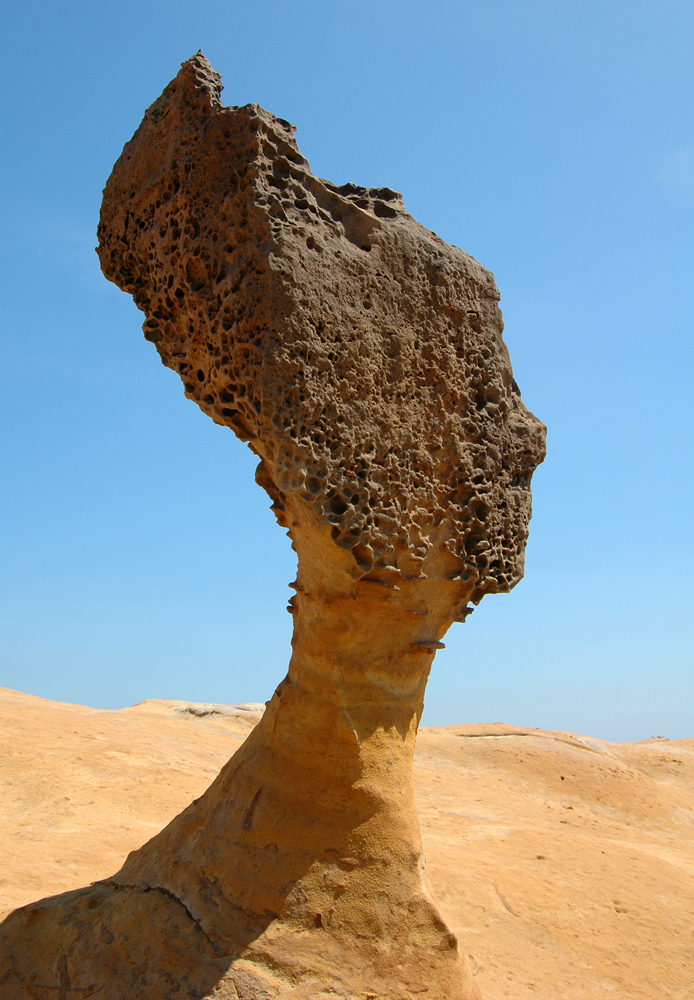
萬里區野柳風景特定區的女王頭
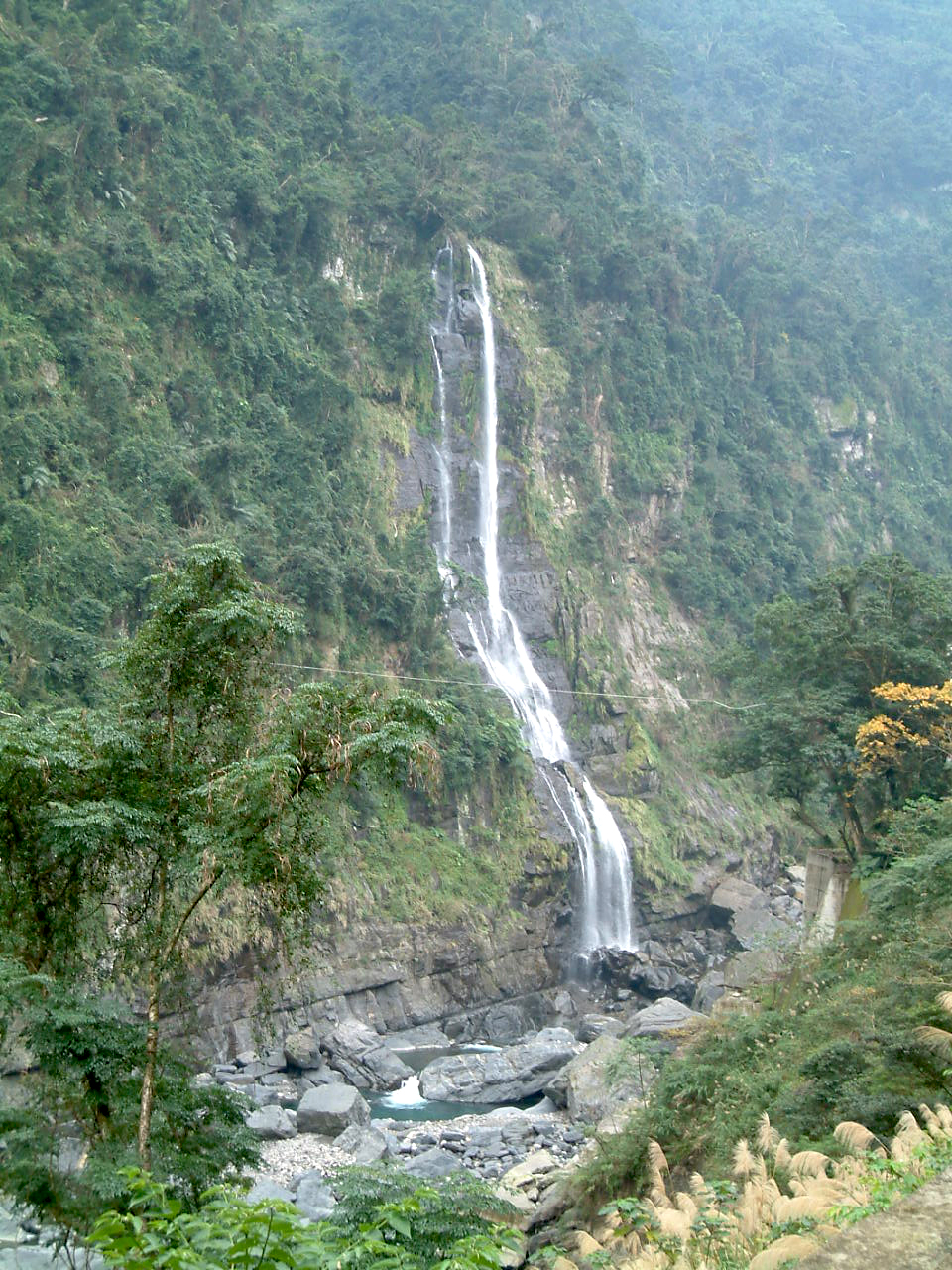
烏來區烏來瀑布